# زيتون

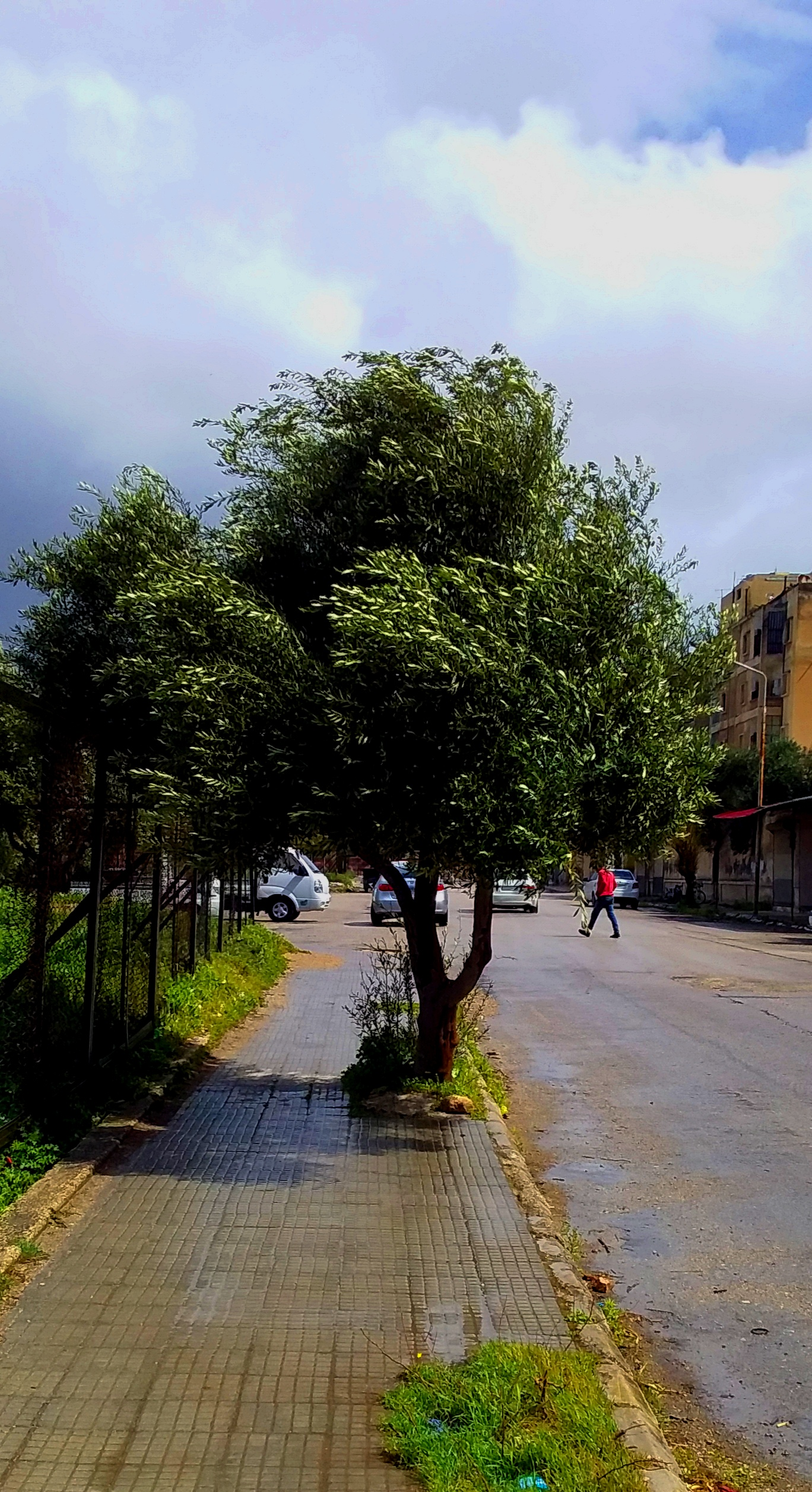

ٱلزَّيۡتُونُ أو الشجرة المباركة أو زيتونة (الاسم العلمي: Olea europaea) هو نوع نبات شجري يتبع الفصيلة الزيتونية وهو من النباتات الزيتية دائمة الخضرة.
شجرة الزيتون من الأشجار المعمرة وتعتبر ثروة لما لها من فوائد اقتصادية وبيئية. ثمرتها ذات فوائد كثيرة فهي غذاء كامل ويستخرج منها زيت الزيتون ذو الفوائد الصحية والغذائية والتجميلية، ورد ذكره في الكثير من المراجع وبنيت حوله الكثير من الدراسات، له قدسية خاصة في جميع الديانات الإبراهيمية.

## الوصف

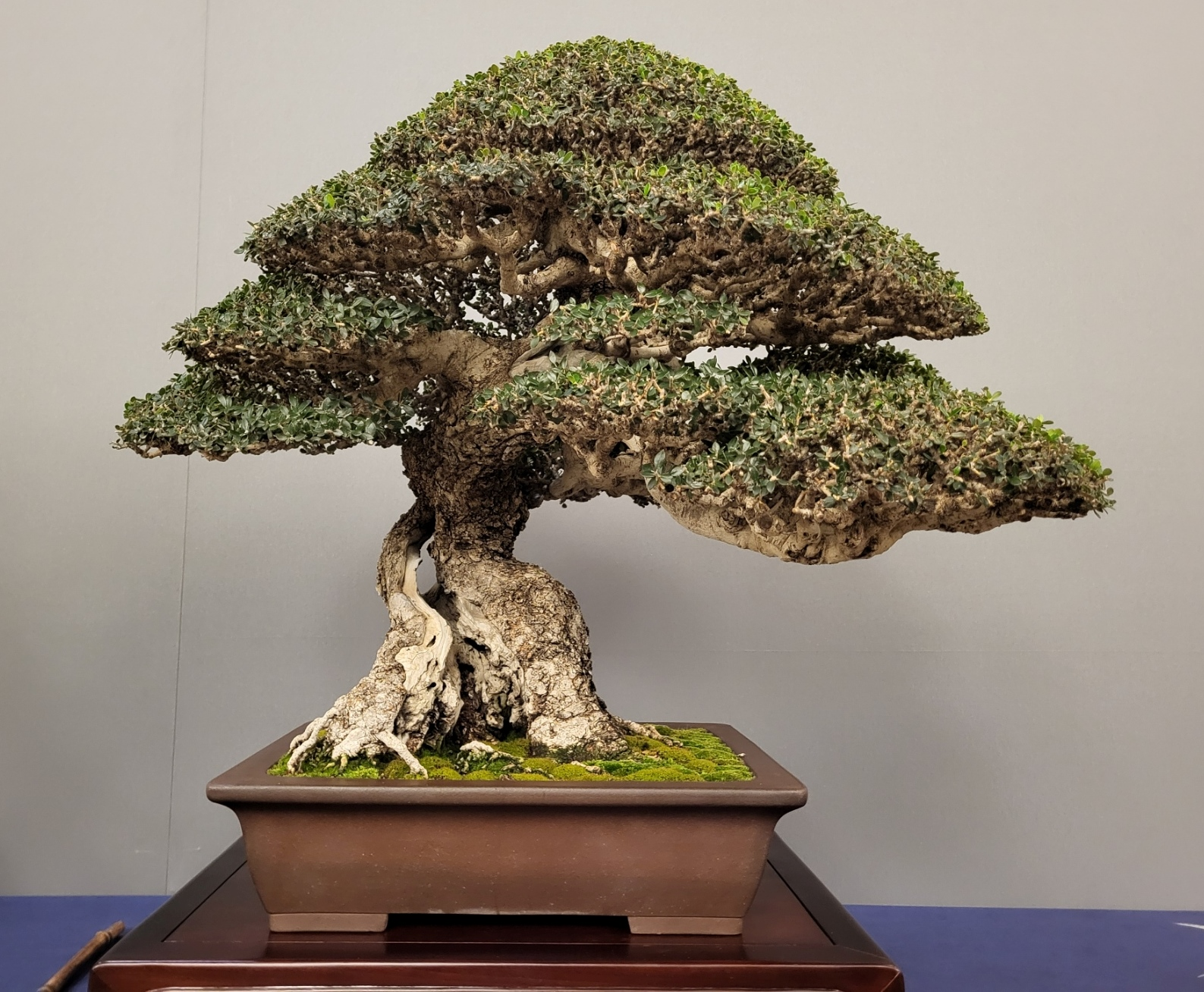
الأشجار بريًا في جبال جزيرة مايوركا الإسبانية

هي شجرة من فصيلة الزيتونيات، لها جذع صلب، به عقد، أوراقها خضراء شاحبة، تعطي ثمراً زيتياً، تختلف ألوانه حسب نضجه وفترات قطفه من أخضر وأصفر إلى أحمر بنفسجي.
وفي تأويل كلمة زيتون إلى مصدرها في اللغة فتصبح زاتَ.

## أصل شجرة الزيتون

### التاريخ القديم
لا يعلم أصل شجرة الزيتون ولا مصدرها الأول بدقة. فلقد عُثر في إفريقيا متحجرات أوراق الزيتون تنتسب إلى العصر الحجري القديم (35.000 قبل الميلاد). كما وجدت هذه شجرة الزيتون بالسوحل الأطلسية للمغرب خلال معظم العصر الجليدي الأخير منذ نحو 100,000 سنة، وقد استُخدم خشبها لإدارة الوقود وحبوبها للاستهلاك.
ويعتقد كذلك بأن تاريخ هذه الشجرة يعود إلى ما بين 5000 و 6000 سنة ومنشأها سوريا وفلسطين وجزيرة كريت وقد بينت بعض الدراسات الأثرية والجيولوجية المبنية على ترسب حبوب الطلع أيضاً التي تمت في منطقة إيبلا في سوريا أن أشجار الزيتون كانت موجودة في تلك المنطقة منذ أكثر من 6000 سنة، كما دلّت الحفريات والألواح الحجرية على أقدم علاقة تجارية بين إيبلا وإيطاليا، وكان دليل ذلك العثور في حفريات إيبلا على أكثر من جرة زيت إيطالية مصنوعة في ميناء برنيديزي وعليها ختم يحمل كلمة (Brindisi)..
أما في إسبانيا فأقدم ما عثر عليه كان عمره 5.000 سنة، في قرية «كرسيل» في المرية، وعُثر على أوراق متحجرة الجزيرة اليونانية البركانية سانتوريني (ثيرا) يعود تاريخها لنحو 37,000 سنة. وعُثر على بصمات يرقات ذبابة الزيتون البيضاء على الأوراق وهي نفس الحشرة التي تكون عادة ملازمة لأوراق الزيتون، حيث تبين أن علاقات التعاون التطوري بين الزيتون وهذه الحشرة لم تتغير منذ ذلك الوقت، ويعود أقدم مرجع عرف عنه استثمار الزيتون تجارياً في جزيرة كريت منذ نحو 5000 سنة، حيث يعتقد بأنها قد تكون مصدر ثروة للحضارة المينوية.
وفي دراسة مستفيضة قام بها العالم (دانييل زوهاري)، رجّح بأن أصل الزيتون يعود إلى منطقة شرق البحر الأبيض المتوسط وخاصة المنطقة الواقعة بين أضنة في تركيا وشمال غرب سوريا التي تعد الموطن الأول لشجرة الزيتون وسلسلة الجبال الساحلية السورية وصولاً إلى منطقة جبال نابلس في فلسطين جنوبًا، بما يشمل كل المنطقة الجبلية الواقعة بين هاتين النقطتين، انتقل الزيتون من بلاد الشام إلى المغرب العربي ومنه إلى إسبانيا والبرتغال وجنوب فرنسا.

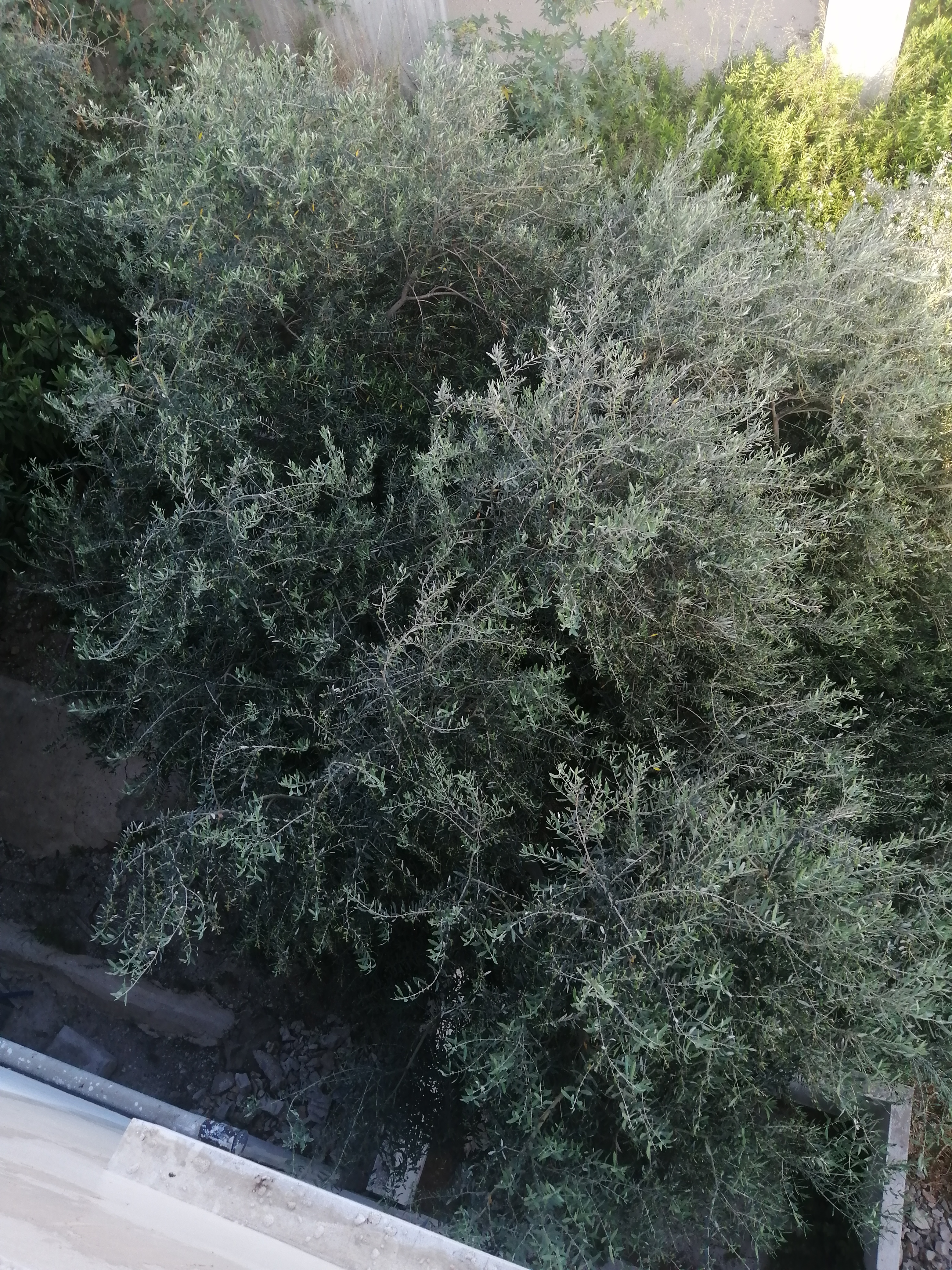
صورة علوية لشجرة الزيتون

### التاريخ الحديث
في الفترة التي تلت القرون الوسطى بنحو 50 عام وبالتحديد عام 1560 جلب المستعمرون الإسبان الزيتون إلى العالم الجديد حيث ازدهرت زراعته في بيرو وتشيلي. وزُرِعت أول شتلة زيتون من إسبانيا في ليما عاصمة البيرو حالياً بواسطة (انطونيو دي ريفيرا)، ما لبثت أن انتشرت زراعة شجرة الزيتون على طول أودية ساحل المحيط الهادئ الجافة في أمريكا الجنوبية حيث كان المناخ مشابهاً لمناخ البحر الأبيض المتوسط.
قام المستعمرون الإسبان بإدخال شجرة الزيتون في القرن الثامن عشر إلى ولاية كاليفورنيا. حيث زرعتها أول مرة بعثةُ سان دييغو دي الكالا في عام 1769 أو في وقت لاحق انتشرت زراعته في كافة أنحاء الولاية وكان ذلك في عام 1795، بعد ذلك أصبحت زراعة شجرة الزيت أو الزيتون مشروعاً تجارياً ناجحاً للغاية ابتداءً من العام 1860 فصاعداً.
أما في اليابان فإن أول زراعة ناجحة لأشجار الزيتون حدثت في العام 1908 في جزيرة شودو التي أصبحت مهداً لزراعة الزيتون.
ويقدّر أن هناك نحو 865 مليون شجرة زيتون في العالم (التقديرات عام 2005)، والغالبية العظمى من هذه الأشجار موجودة في بلدان البحر الأبيض المتوسط، على الرغم من أن المناطق الأخرى من العالم تمثل ما لا يزيد عن 25٪ من المساحة المزروعة الزيتون و 10٪ من إنتاج الزيت.

## الزيتون في ثقافات الشعوب القديمة

### في مملكةإيبلاالسورية
التي تقع قرب مدينة حلب وقد عثر فيها على أقدم الدلائل المكتوبة حول شجرة الزيتون من رقم ومخطوطات، حيث حملت بعض ألواح إيبلا المكتشفة في مكتبتها توثيقاً رسمياً حول أشجار الزيتون وإنتاج الزيت، ويبيّن الأرشيف أن العائلة المالكة وحاشيتها كانت تمتلك 4000 جرة من زيت الزيتون، و 7000 جرة من أجل الشعب، وبحساب أن كل جرة تتسع لنحو 60 كغ من الزيت، فإن كميات الزيت المتداولة كانت تقارب 700 طن آنذاك، وكان عدد سكان إيبلا الأكاديين في ذلك الوقت كان نحو 15000 نسمة، ما يبيّن أن صناعة زيت الزيتون كانت في مقدمة النشاط الاقتصادي للسكان.

### عند اليونانوالإغريق

علم أتيكا في اليونان القديمة.

يحتل الزيتون موقعا مميزا في العديد من الثقافات، كما أن في بعض المناطق يحمل قيم رمزية بارزة، منها غصن الزيتون كرمز للسلام، كما وردت شجرة الزيتون كرمز للحكمة في الثقافة الإغريقية حيث كانت إلى جانب طائر البوم ترمز للآلهة أثينا، حيث تروي الميثولوجيا اليونانية أن أثينا قدمت للبشر شجرة الزيتون كنبات مستأنس، كما أن آلهة السلام الإغريقية أيرينا ابنة زيوس تصوّر دوماً وهي تحمل غصن الزيتون، وكان يقدم فيها زيت الزيتون كهدية للملوك ولأبطال الرياضة، كما توضع على رؤوسهم تيجان من أغصان شجر الزيتون المقدس الذي زرعه هرقل في (أوليمبيا)، كما ذكرت عند اليونانيين القدامى حيث في قصائدهم وكتاباتهم.
يعتبر اليونانيون هم أول من بدأ بزراعة الزيتون منذ نحو 3000 سنة ق.م حيث وصفوها بأنها شجرة السلام والتواضع والخير والبركة.

### عندالأوغاريتيينوالكنعانيين
ذُكر في الأساطير أن أكثر ما كان يخشاه الكنعانيون هو انعدام خصوبة أراضيهم وتوقف المطر وخسارة المحاصيل خلال الموسم. وكانوا يَنشدون من الآلهة حصاد الشعير والقمح والفاكهة وشجرة الزيتون والعنب.

### عندالفينيقيين
ويعتقد أن الفينيقيون أدخلوا زراعة شجر الزيتون إلى البلاد التي وصلوا إليها عند سيطرتهم على حوض البحر الأبيض المتوسط في أواخر الألفية الثانية قبل الميلاد. ولم يكن تأثير الفينيقيين ملحوظاً في بادئ الأمر، لكن في أواخر القرن الثامن قبل الميلاد ازدهرت حضارتهم ازدهاراً عظيماً بما في ذلك زراعة شجر الزيتون في المناطق ذات المناخ الملائم وطرق استخراج الزيت.

### عند الفراعنة
تؤكد البرديات الفرعونية والآثار التاريخية والموميات، أن المصريين القدماء قد استخدموا الزيوت في الكثير من نواحي الحياة ويعتقد بأن زيت الزيتون إحداها أما زراعته فيعتقد أنها بدأت قبل نحو 4000 سنة خلال حكم الأسرة الثامنة عشر (1.580 – 1.320 قبل الميلاد) خصوصاً فوق الشريط الساحلي الممتد من الإسكندرية حتى الفيوم. وكان زيت الزيتون مستعملا خلال الفترة الفرعونية لإضاءة المعابد. وأولى الحضارات التي استخرجت الزيوت بآليات ميكانيكية طبيعية هي الحضارة الفرعونية وهي نفس الطرق المستعملة حالياً تقريباً. كما كان من المعتاد لدى كبار الشخصيات الغطس في حمام من الزيت المعطر، وكانت توضع أكاليل من أغصان شجر الزيتون على رؤوس المومياوات في الفترة بين سنتي (980 - 715 قبل الميلاد)، وقد وجد في المقابر الفرعونية مثل«تاج العدل» الموضوع على رأس توت عنخ آمون

## الزيتون في ثقافات الشعوب المعاصرة
ترمز أغصان شجرة الزيتون للسلام العالمي وقد ارتبطت ارتباطاً وثيقاً مع الحمامة التي دائماً ما كانت تحمل غصن زيتون في منقارها للدلالة على رغبة السلام، كما أن الكثير من الرموز والأعلام العالمية ما كانت تحاط بغصني زيتون متقاطعين من الأسفل كعلم الأمم المتحدة الذي يحيط به غصنا زيتون متقاطعان.
كما تستخدم شجرة الزيتون لترمز للصمود والتمسك بالأرض في الثقافة الفلسطينية الحديثة، إلى جانب حضورها الواضح في الرموز والثقافة التقليدية باعتبارها رمزاً وطنياً، واستخدامها شائع كأيقونة.
- مجموعة صور لأهم الأعلام والشعارات التي يظهر عليها الزيتون أو أغصانه للدلالة على رمزيته القوية في حضارات الأمم:

علم الأمم المتحدة تحيط به أغصان الزيتون التي ترمز للسلام.
علم جامعة الدول العربية ويبدو أن غصني زيتون يحيطان باسم المنظمة.
علم قبرص ويظهر فيه جزيرة قبرص محاطة بأغصان الزيتون.
علم إرتريا في وسطه غصن زيتون ذهبي يمثل رمز السلام.[25]
يوجد في علم بليز غصن زيتون دائري يحتوي 50 ورقة تدل على عام 1950 يوم طالبت بليز بالاستقلال عن بريطانيا.
العلم البديل لجمهورية إيطاليا اعتُمد عام 2003 وغصن الزيتون واضح في منتصفه.
العلم البديل الثالث من الإقتراح الثاني لجمهورية البوسنة والهرسك المصمم في 16 كانون الأول 1997.
علم الجزر العذراء الأمريكية، نسر يحمل بمخالبه من الجهة اليمنى ثلاثة سهام ومن الجهة اليسرى غصن الزيتون.
علم ولاية أوكلاهوما ويرمز غصن الزيتون إلى الأمريكيين المنحدرين من أصول أوروبية والتعايش السلمي بين السكان الأصليين والجدد.
علم ولاية داكوتا الشمالية نسر يحمل في أحد المخالب السهام رمز القوة والمخلب الآخر غصن الزيتون رمز السلام.
شعار جامعة بيرزيت الفلسطينية، وتظهر فيها شجرة الزيتون كرمز للجامعة.

وهناك أيضاً مئات الشعارات والأعلام التابعة لمقاطعات أو اتحادات رياضية أو منظمات زراعية والتي تحتوي رمزاً من شجرة الزيتون.

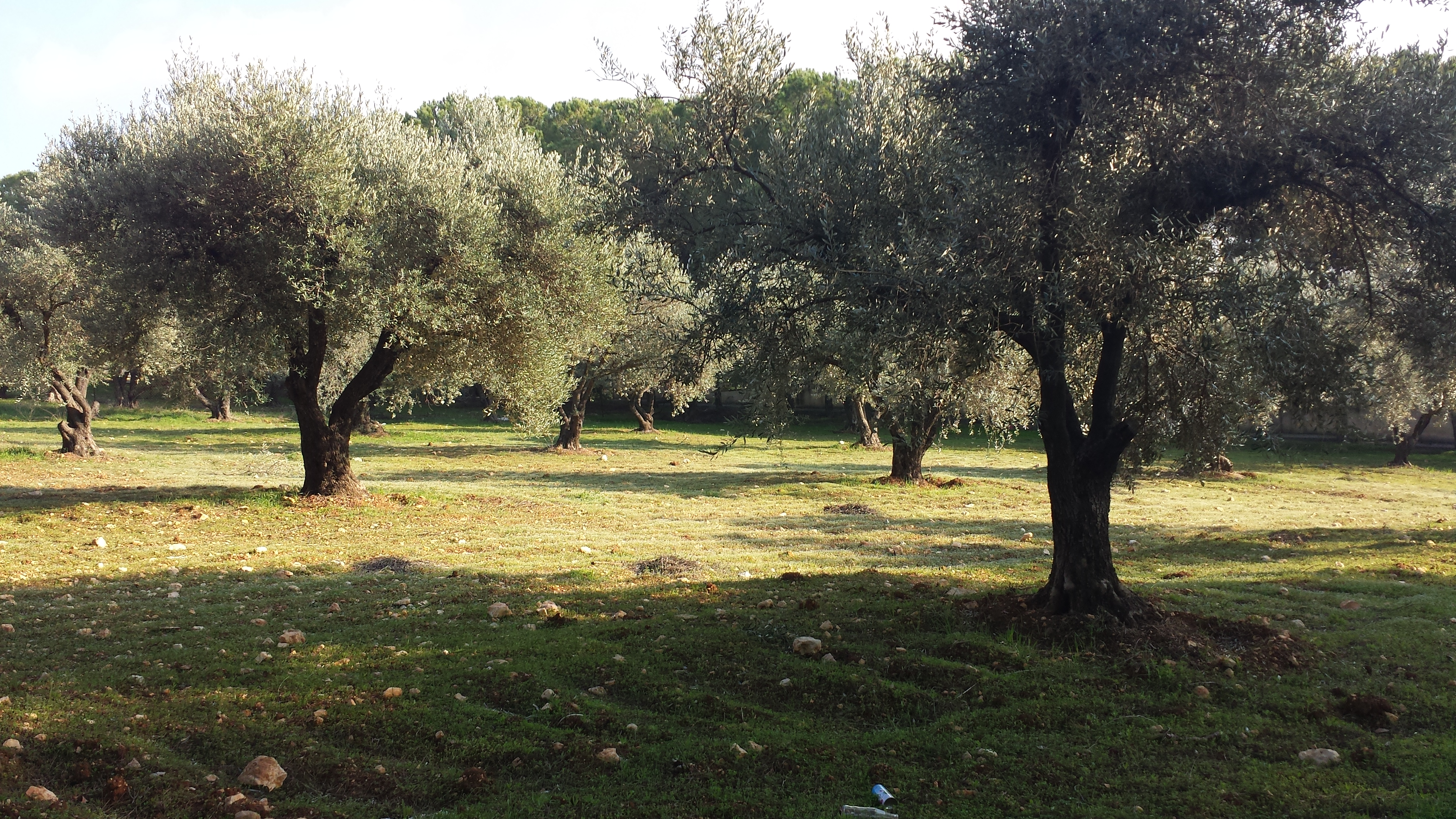
أشجار زيتون المعروفة بأنها معمرة ودائمة الخضرة

## الزيتون في الديانات

### في اليهودية
كانت شجرة الزيتون تمثل رمزاً للأمل، فورد في العهد القديم والعهد الجديد حكاية عودة حمامة إلى فلك نوح أن هناك أرض ليرسو فيها.
جاء الزيتون في التوراة:
- | زيتون | "إن حمامة تركت سفينة نوح ثم عادت تحمل في فمها غضون زيتون". | زيتون |
- | زيتون | "إن الأشجار عندما أرادت أن تنتخب ملكا عليها اختارت شجرة الزيتون، لكنها رفضت قائلة: لن أترك زيتي الذي باركه الرب من أجل أن أحكم الأشجار". | زيتون |

كما ذكر في المزامير دلالات تتعلق بالزيت والزيتون: فكانت وفرة الزيت علامة على الرخاء والازدهار، كما كان نقص الزيت يدل علي القحط والجوع ، ويوصف الزيت بأنه دهن الفرح ، أو دهن الابتهاج ، ويتنبأ حزقيال بأن الأنهار ستجري كالزيت، أي تصير بطيئة الجريان لقلة ما بها من مياه ، وكلمات الغش والخداع «ألين من الزيت» ، وتصبح اللعنة عند الشرير كسريان الزيت في العظام ، والإسراف في استعمال الزيت دليل علي التبذير ، بينما اختزانه من صفات الحكيم ، وكان الزيت يصدر من فلسطين إلى مصر بناء على اتفاق معها.
كما ذكر في سفر زكريا من الكتاب المقدس أن جبل الزيتون والمسمى آنذاك طور زيتا هو المكان الذي سوف يبدأ الله منه بإقامة الموتى في نهاية الأيام. ولذلك، فإن اليهود طالما طلبوا أن يدفنوا هناك في أعالي الجبل، ومن أيام التوراه إلى يومنا هذا[محل شك].

### في المسيحية
ذكر شجر الزيتون عدة مرات في الإنجيل ويذكر أن الزيتون وزيته ذكروا في 140 موضعاً، سواء في العهد القديم أو العهد الجديد.
- ويجيء ذكره أول مرة في سفر الخروج عندما يعطي الله أوامره لموسى قائلاً له:

| زيتون | أمر بني إسرائيل بأَنْ يُقَدِّمُوا إِلَيْكَ زَيْتَ زَيْتُونٍ لإشعال السراج على الدوام". | زيتون |

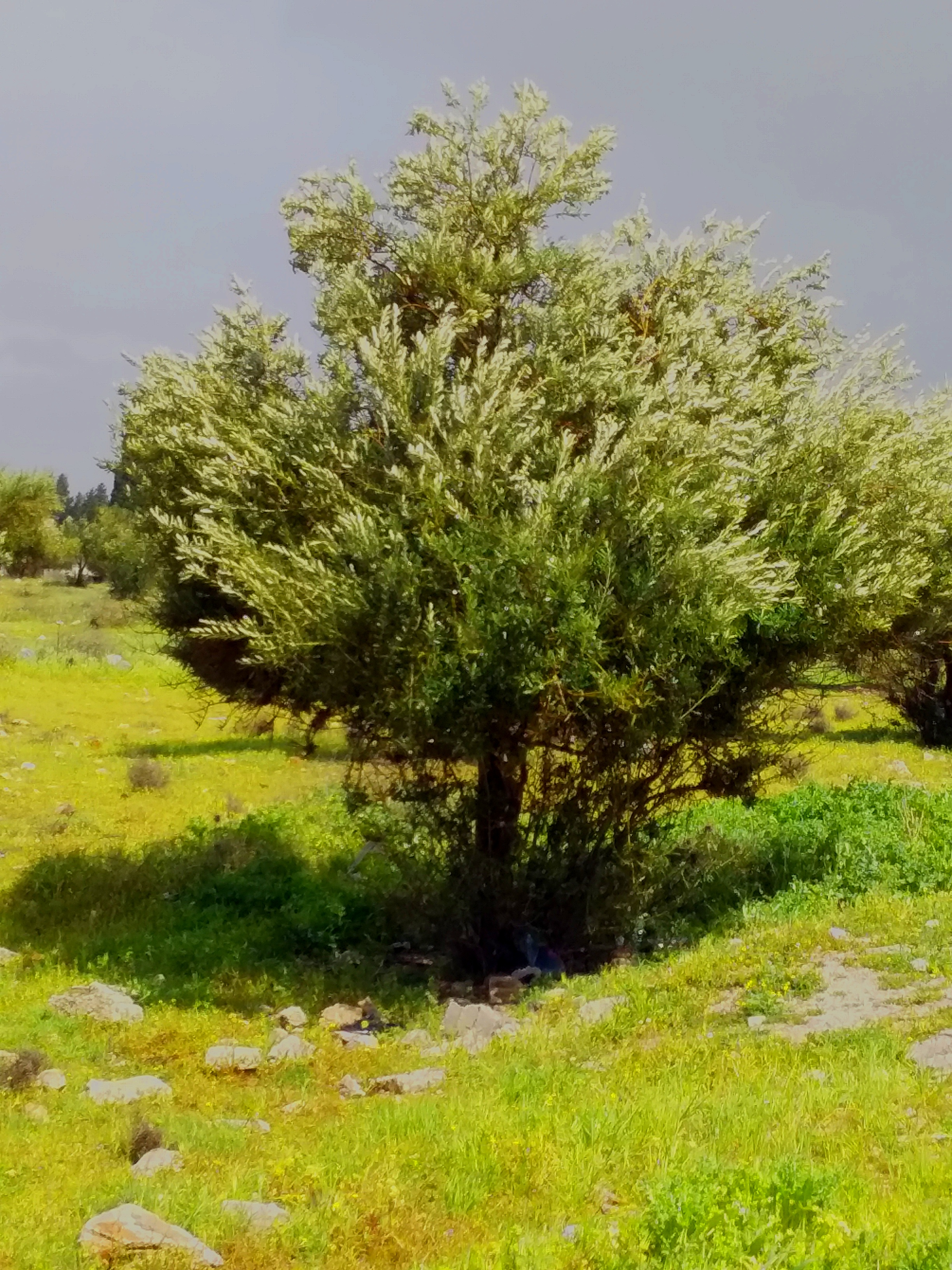

- كما ذكرالزيتون في الإنجيل ضمن عبارة تقول ما معناه: | زيتون | "أنه لابد لشجرة الزيتون أن تطعم وإلا أعطت ثمارا صغيرة رديئة". | زيتون |
- وقال موسى عليه السلام فيها: | زيتون | "لا تقطفوا شجرة الزيتون حتى آخر حبة، بل اتركوا عليها بعض ثمارها ليأكل منها الناس والطيور والحيوانات البرية". | زيتون |

كما يرمز غصن الزيتون في سفر التكوين الفصل الثامن إلى نهاية الطوفان وانطلاقه الحياة بالبشر الصالحين وعلى رأسهم نوح الصديق، إنها الشجرة التي شهدت نزاع السيد المسيح في جتسشانيم أي معصرة الزيتون، والمسيح هو الذي اسمه زيت مراق، لذلك احبته العذارى
إن المسيح هو الممسوح المجيد بالزيت كاهناً أعظم ونبياً اسمى وملكا أكمل، لأنه يحب البر ويبغض النفاق  كما أن ثوبه كما ورد في اشعيا أصبح قرمزي اللون لأنه داس المعصرة وحده  فتلطخ ثوبه بلون أحمر.
وقد كتب بسكال: السيد المسيح في نزاع إلى منتهى الدهر. والمسيحي «مسيح آخر»، ممسوح بالزيت: زيت الموعظين، وزيت الميرون عند معموديته وتثبيته، وتمسح يدا الكاهن بالزيت المقدس، والمطلوب من المسيحي أن يكون عضواً في شعب ملوكي كهنوتي نبوي.

### في الإسلام
كما أن ورود اسم شجرة الزيتون في القرآن أعطاها مساحة مهمة في الثقافة الإسلامية، فوردت ست مرات صريحة ومرة بالإشارة في النص القرآني، ووردت أحاديث تمتدح الزيتون تتراوح بين أن صححت وضعّفت.

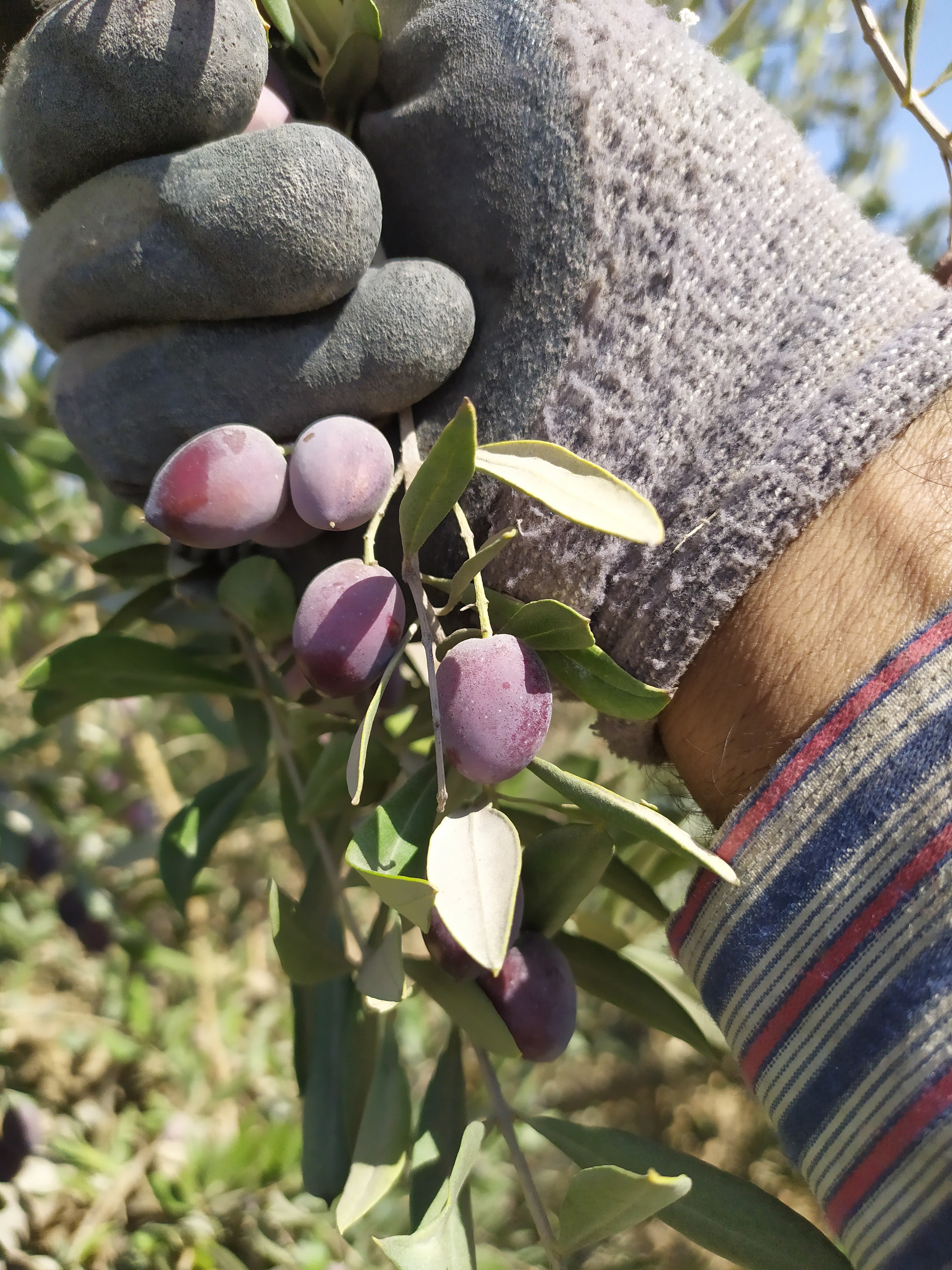
قطف ثمار أشجار الزيتون

الآيات التي ذكرت الزيتون في القرآن مع روابط لتفسير ابن كثير في ويكي مصدر:

- ﴿وَالتِّينِ وَالزَّيْتُونِ ۝١﴾ [التين:1]
- ﴿وَزَيْتُونًا وَنَخْلًا ۝٢٩﴾ [عبس:29]
- ﴿يُنْبِتُ لَكُمْ بِهِ الزَّرْعَ وَالزَّيْتُونَ وَالنَّخِيلَ وَالْأَعْنَابَ وَمِنْ كُلِّ الثَّمَرَاتِ إِنَّ فِي ذَلِكَ لَآيَةً لِقَوْمٍ يَتَفَكَّرُونَ ۝١١﴾ [النحل:11]
- ﴿وَشَجَرَةً تَخْرُجُ مِنْ طُورِ سَيْنَاءَ تَنْبُتُ بِالدُّهْنِ وَصِبْغٍ لِلْآكِلِينَ ۝٢٠﴾ [المؤمنون:20]
- ﴿اللَّهُ نُورُ السَّمَاوَاتِ وَالْأَرْضِ مَثَلُ نُورِهِ كَمِشْكَاةٍ فِيهَا مِصْبَاحٌ الْمِصْبَاحُ فِي زُجَاجَةٍ الزُّجَاجَةُ كَأَنَّهَا كَوْكَبٌ دُرِّيٌّ يُوقَدُ مِنْ شَجَرَةٍ مُبَارَكَةٍ زَيْتُونَةٍ لَا شَرْقِيَّةٍ وَلَا غَرْبِيَّةٍ يَكَادُ زَيْتُهَا يُضِيءُ وَلَوْ لَمْ تَمْسَسْهُ نَارٌ نُورٌ عَلَى نُورٍ يَهْدِي اللَّهُ لِنُورِهِ مَنْ يَشَاءُ وَيَضْرِبُ اللَّهُ الْأَمْثَالَ لِلنَّاسِ وَاللَّهُ بِكُلِّ شَيْءٍ عَلِيمٌ ۝٣٥﴾ [النور:35]
- ﴿وَهُوَ الَّذِي أَنْزَلَ مِنَ السَّمَاءِ مَاءً فَأَخْرَجْنَا بِهِ نَبَاتَ كُلِّ شَيْءٍ فَأَخْرَجْنَا مِنْهُ خَضِرًا نُخْرِجُ مِنْهُ حَبًّا مُتَرَاكِبًا وَمِنَ النَّخْلِ مِنْ طَلْعِهَا قِنْوَانٌ دَانِيَةٌ وَجَنَّاتٍ مِنْ أَعْنَابٍ وَالزَّيْتُونَ وَالرُّمَّانَ مُشْتَبِهًا وَغَيْرَ مُتَشَابِهٍ انْظُرُوا إِلَى ثَمَرِهِ إِذَا أَثْمَرَ وَيَنْعِهِ إِنَّ فِي ذَلِكُمْ لَآيَاتٍ لِقَوْمٍ يُؤْمِنُونَ ۝٩٩﴾ [الأنعام:99]

وفي تفسير المنتخب جاء تفسير للآية 35 من سورة النور باختصار 
| زيتون | أن الله مصدر النور في السماوات والأرض، على الصعيد الحسي والمعنوي، كنور الحق والعدل، والعلم والفضيلة، والهدى والإيمان، ومثل نوره العظيم وأدلته الباهرة في الوضوح، كمثل نور مصباح شديد التوهج وضع في فجوة من حائط تساعد على تجميع نوره ووفرة إضاءته، وقد وضع المصباح في قارورة صافية لامعة لمعان كوكب مشرق، يتلألأ كالدر ويستمد المصباح وقوده من شجرة كثيرة البركات، طيبة التربة والموقع، هي شجرة الزيتون المغروسة في مكان معتدل متوسط فلا هي شرقية فتحرم حرارة الشمس آخر النهار، ولا هي غربية فتحرمها أول النهار، يكاد زيت هذه الشجرة يضيء لشدة صفاؤه، وإن لم تمسسه نار المصباح، فهذه العوامل كلها تزيد المصباح إضاءة ونوراً على نور. | زيتون |

الأحاديث النبوية التي وردت عن لسان رسول الله محمد:
- «كلوا الزَّيْتَ، وَادَّهِنُوا بِهِ، فَإِنَّهُ مِنْ شَجَرَةٍ مُبَارَكَةٍ»[ك][كا][كب] أخرجه الترمذي في سننه
- «ائْتَدِمُوا بِالزَّيْتِ، وَادَّهِنُوا بِهِ، فَإِنَّهُ مِنْ شَجَرَةٍ مُبَارَكَةٍ»[كج][كد][كه][كو] أخرجه ابن ماجة في سننه

### في تفسير الأحلام
جاء في كتاب تفسير الأحلام لابن سيرين والنابلسي أن من رأى الزيتون فإنها رجل مبارك نافع لأهله وقيل امرأة شريفة أو ولد رئيس أو ولاية والزيتون الصفراء هم في الدين ومن عصر زيتوناً من شجرة نال بركة وخيراً والزيتون في المنام للعبيد يدل على ضربهم لأن الزيتون يضرب حتى يرمى حمله وقيل الزيتون هم لمن رآه
وشجرة الزيتون مال ومتاع والزيتون امرأة شريفة فمن أصابه أو ملكه وأكله وزيته فهو بركة وخير وورق الزيتون تمسك بالعروة الوثقى وورق الزيتون يدل على الصلحاء أو خيار الناس وثمرته تدل على الرزق السهل والنعمة الرغد مع السرور التام.
(ومن رأى) أنه ينقي زيتوناً أو يعصره فإنه يدل على تعب ومشقة والزيتون يدل في المرضى على قوتهم وكذلك ثمر الزيتون وورقه يدل على ثبات الأعمال وعلى برء المرضى ويدل في سائر الأعمال على إبطائها والزيتون يدل على نور الإيمان والهداية لأهل العصيان والعلم وتلاوة القرآن والجبر للكسير والذهن للصغير والمال للفقير إلا أن يأكله الإنسان في المنام أخضر من غير صلاح فإنه يدل على الهم والنكد والدين يستدينه وربما دل على جهته التي يأتي منها وجالبيه.

## الوصف النباتي

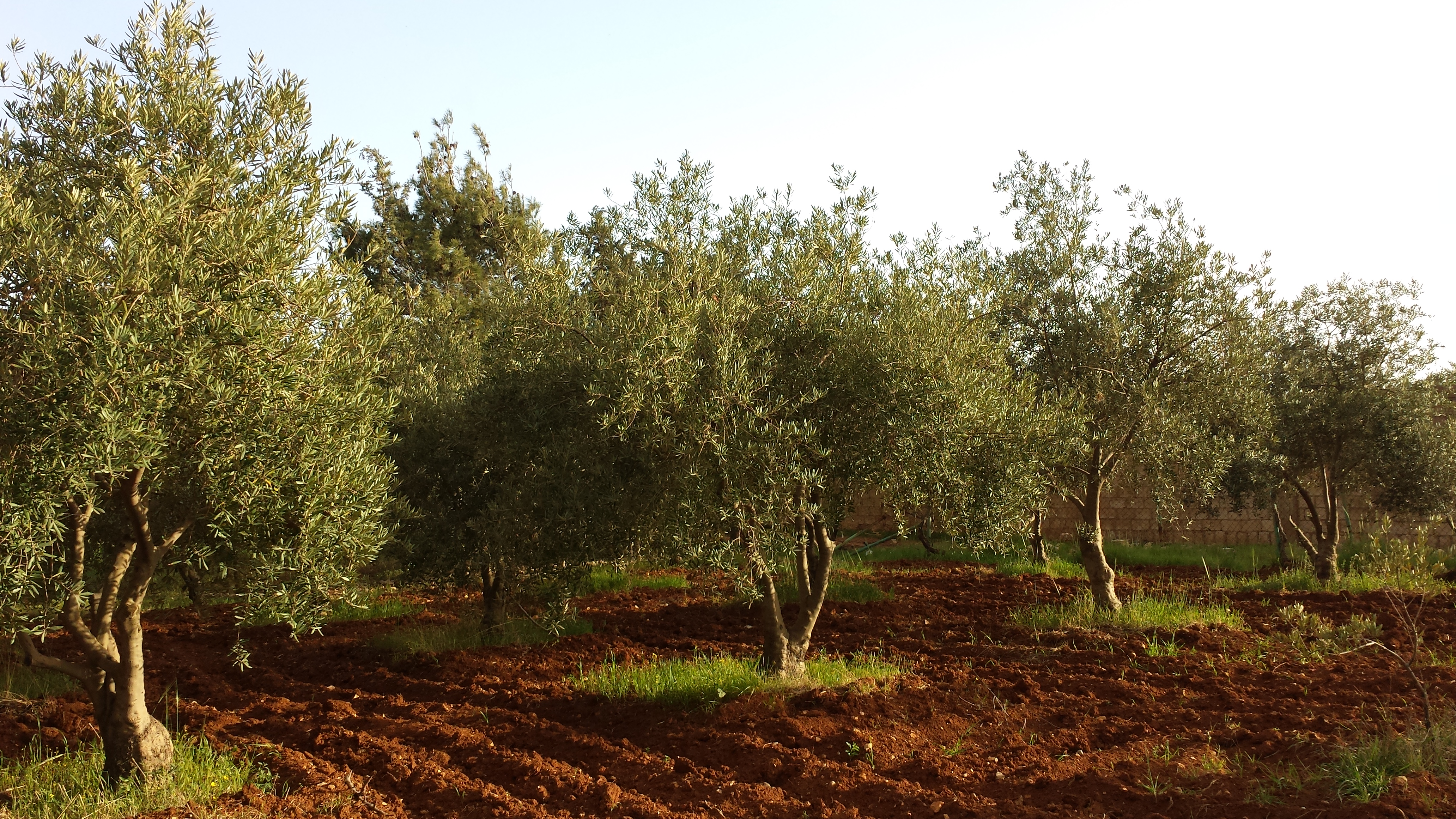
أشجار زيتون في الأردن

### الشجرة
الشجرة دائمة الخضرة معمرة، ولها قدرة على الصمود في ظروف بيئية قاسية كالجفاف والأراضي المحجرة وقليلة العمق والخصوبة، المجموع الجذري سطحي غير متعمق خصوصًا في الزراعـات المروية يكون عمقه بين 40-70 سم. الجذع في الأشجار الفتية أملس مستدير ومع تقدم العمر يفقد الاستدارة نتيجة نمو بعض الأجزاء على حساب أجزاء أخرى، وهو سميك ويزداد سمكاً بزيادة عمر الشجرة وملتوٍ ومليءٍ بالعروق والتعرجات. يكون ارتفاع الشجرة عادة ما بين 3-6 م، مع أنه قد يصل إلى 10-12 مترًا في بعض الضروب أو الأصناف والحالات.

### الأغصان والأوراق
يتكون رأس الشجرة من شبكةٍ قويةٍ من الأفرع والأغصان، والأوراق جلدية سميكة عمرها 2-3 سنوات تتساقط عادةً في الربيع، تحمل الأزهار في نورات عنقودية مركبة تنشأ في آباط الأوراق للأغصان التي تكونت في موسم النمو السابق.

### الأزهار وحبوب اللقاح
الأزهار قد تكون خنثى (كاملة) أو مذكرة (مختزلة المبيض)، وحبوب اللقاح خفيفة تنتقل عن طريق الرياح أو الحشرات كنحل العسل والتلقيح ذاتي، إلا انه لوحظ أن معظم الأصناف بها درجة من العقم الذاتي، ومن هنا تظهر أهمية التلقيح الخلطي لذلك يُغرس أكثر من ضرب في البستان الواحد.

### ثمار الزيتون
وهي حبة صغيرة بيضوية الشكل، شديدة المرارة لونها أخضر مصفر أو بنفسجي، لها نواة واحدة شديدة الصلابة، تختلف أشكالها وأحجامها باختلاف أصنافها.
الشجرة تفضل السفوح الصخرية القريبة من الساحل ومناخ البحر المتوسط، لكن يمكن زراعتها بعيدًا عن الشاطئ ويمكن للشجرة أن تتحمل الجفاف نظرًا لنظام جذرها المتعمق في الزراعة البعلية. لكن كلما كانت الظروف مناسبة أكثر كانت جودة الزيتون أعلى.

## معرض صور أقسام نبات الزيتون

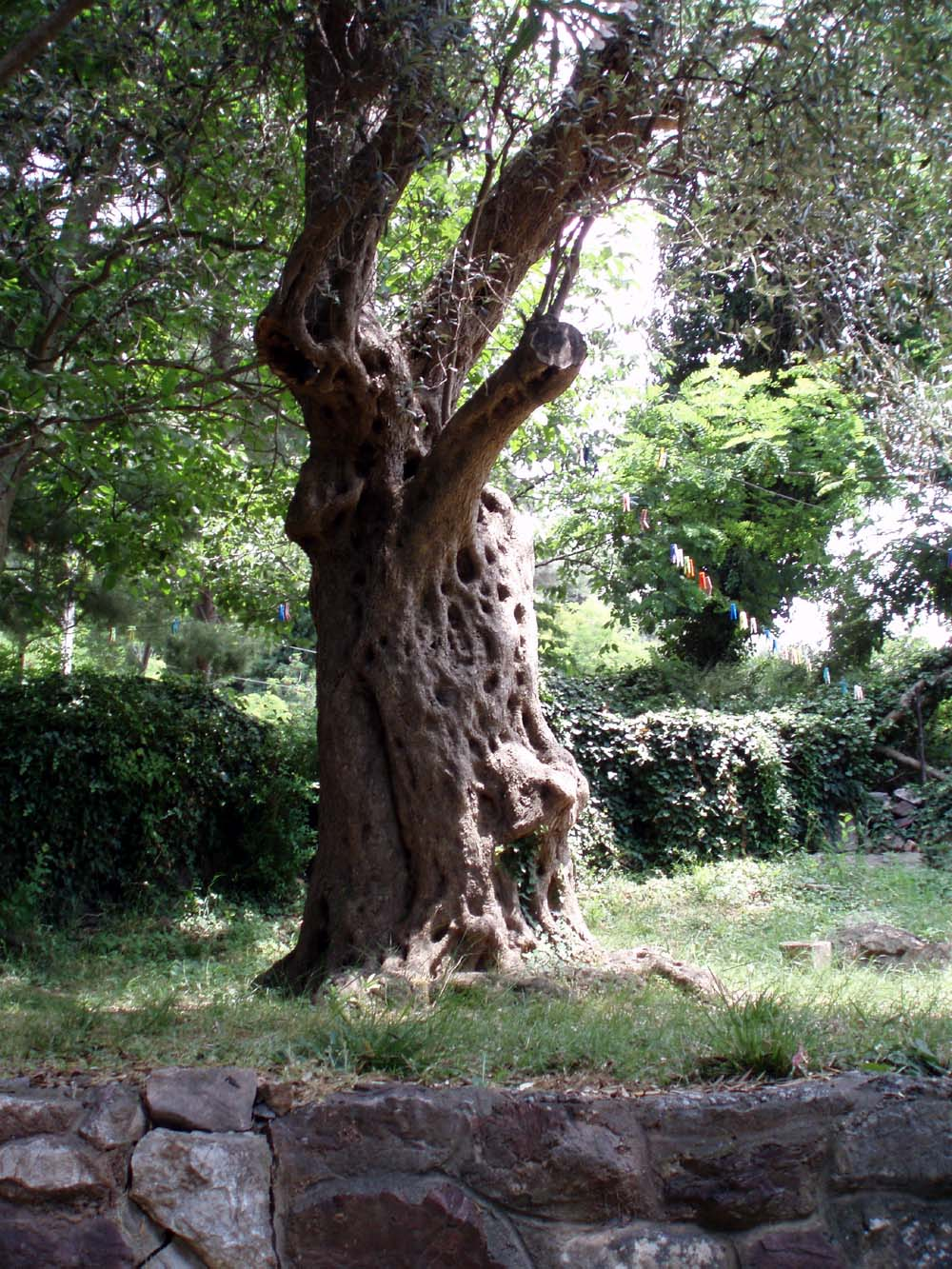
شجرة في مونتيتيغرو.
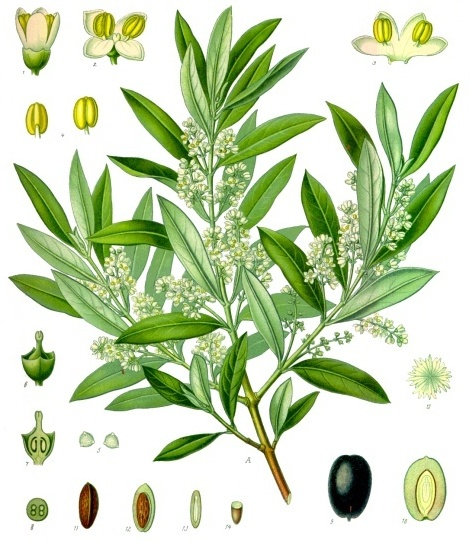
رسوم توضيحية من القرن ال19.
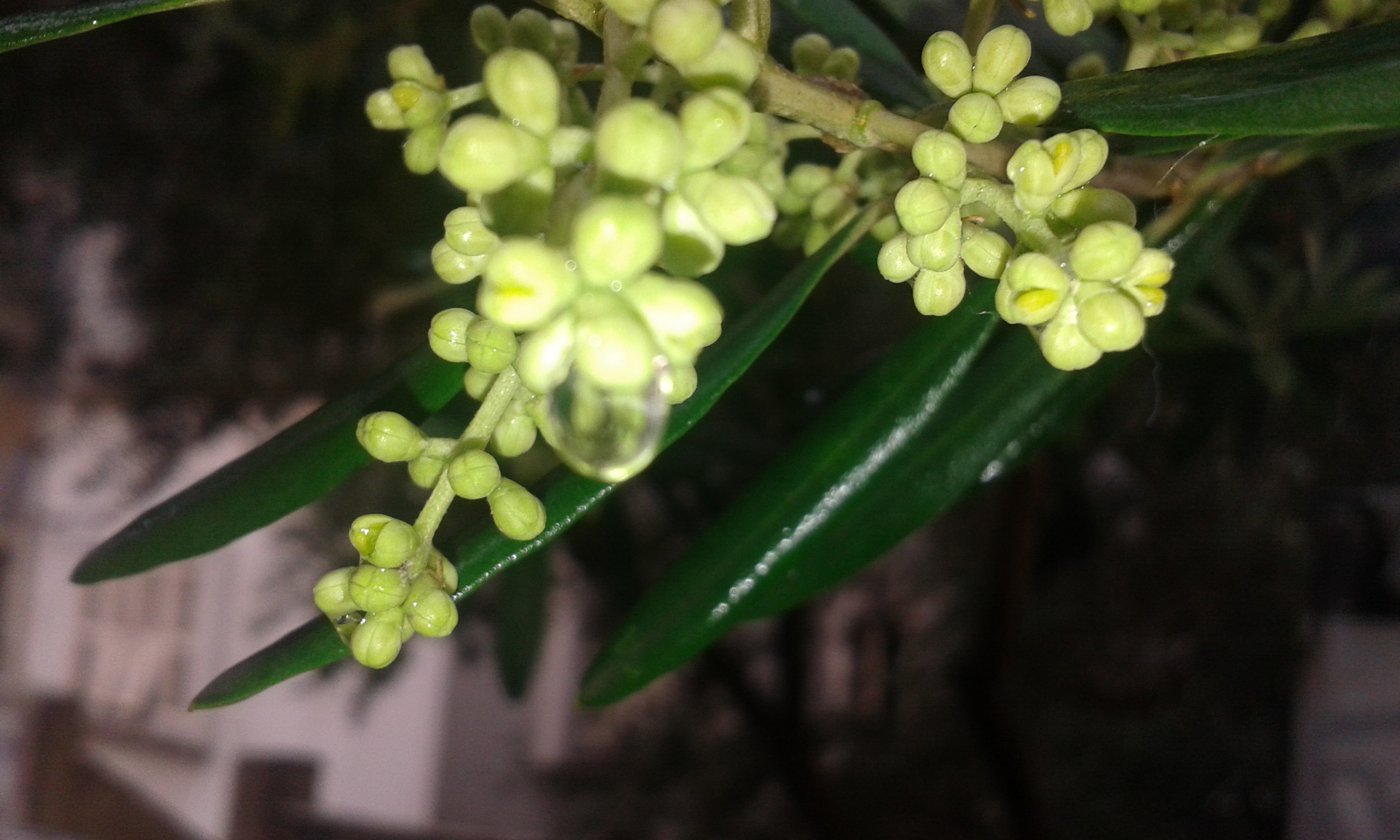
أزهار الزيتون قبل التفتح.
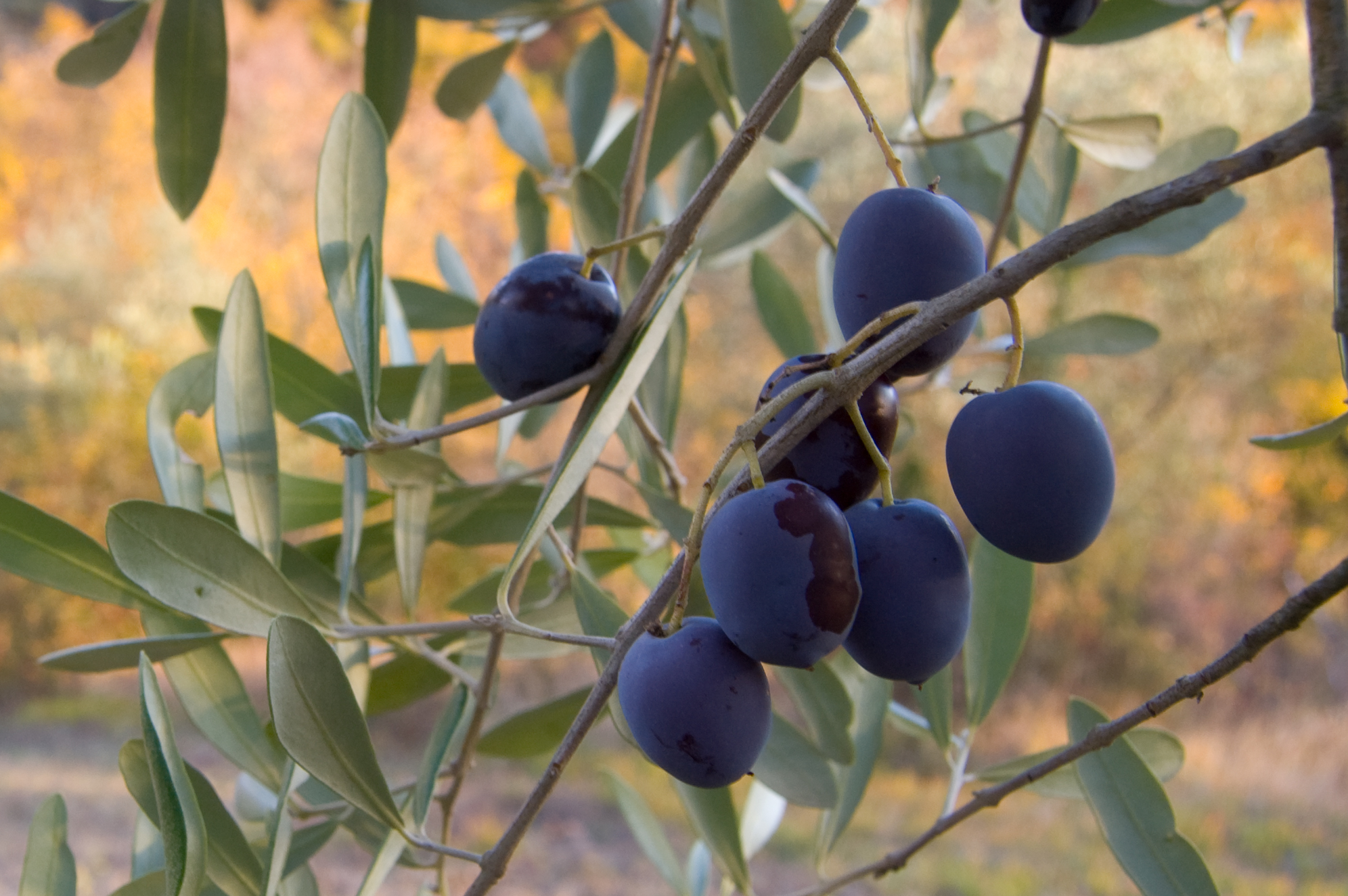
حبات الزيتون البيضوية وغير المقطوفة بعد.

## عمر شجرة الزيتون
شجرة الزيتون تعيش لفترات طويلة جداً ومعدل نموها بطيء. وهناك الكثير من أشجار الزيتون المعمرة في الكثير من بقاع العالم وخاصة في دول حوض المتوسط، حيث توجد مثلاً أشجار في فلسطين يزيد عمرها على 1000 عام وبعضها يقدر عمرها ب 2000 عام (أي منذ زمن المسيح).

### قائمةبأقدم أشجار الزيتون في العالم

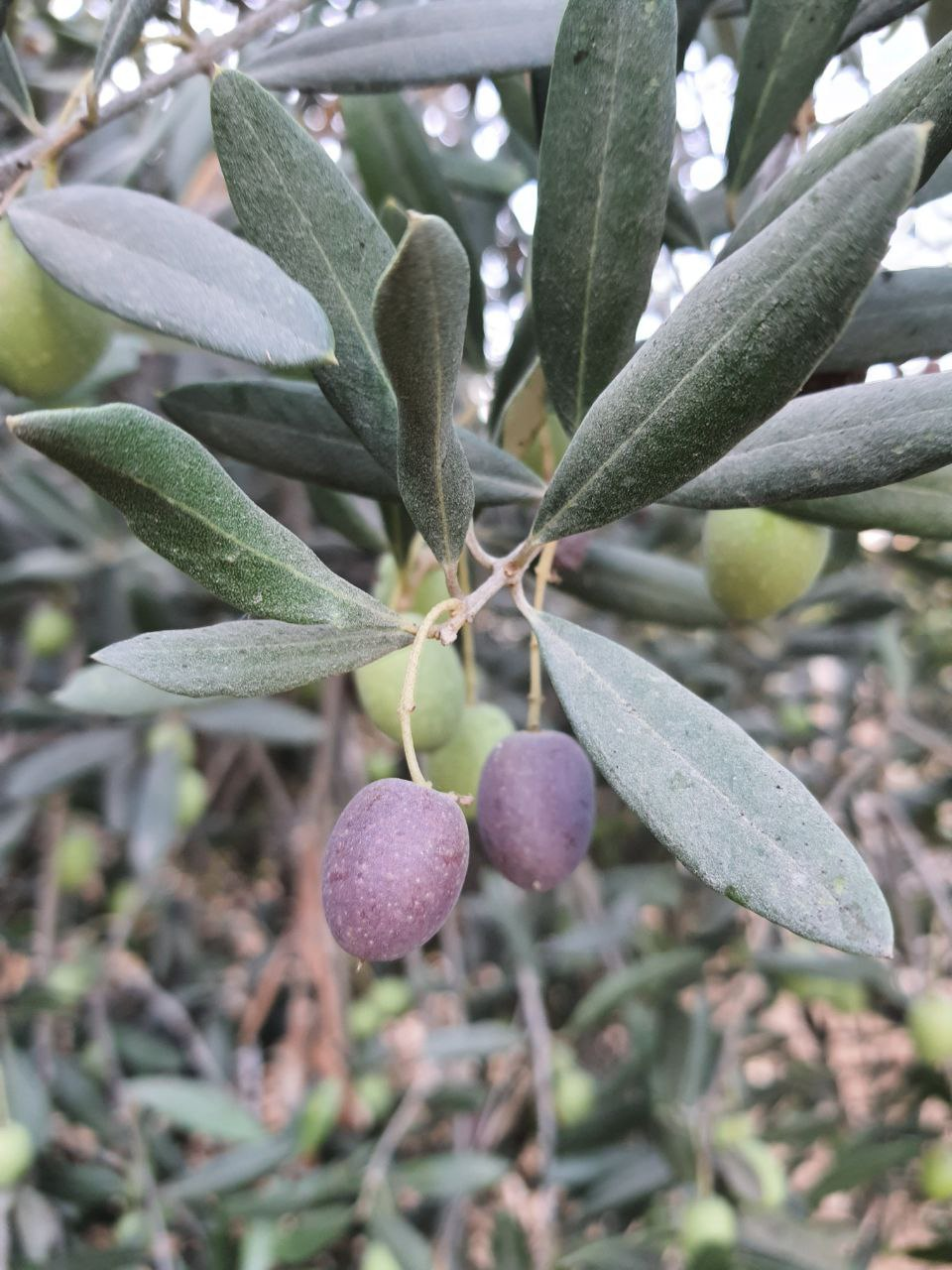
ثمار زيتون في فلسطين

| اسم الشجرة                      | العمر (بالسنوات) | النوع                                           | الموقع                             | ملاحظات |
| ------------------------------- | ---------------- | ----------------------------------------------- | ---------------------------------- | --- |
| الأخوات                         | 6,000–6,800      | زيتون Olea europaea، بلدي النوع الوراثي: عيروني | بشعلي، البترون، لبنان              | كما تعرف باسم "شجرات الزيتون شقيقات نوح؛ يزعم بأنها أكبر مخلوق حي في العالم. |
| سوزاسترو                        | 3,000–4,000      | زيتون Olea europaea                             | لوراس، سردينيا، إيطاليا            | [ 44 ] |
| اوليفيرا دي سانتا إريا دي أزويا | 2,850            | زيتون Olea europaea                             | سانتا إيراي دي آزويا، البرتغال     | شجرة الزيتون (Magnific)، ويعتقد أنها الأخيرة في بساتين الزيتون الكبيرة، بحسب دراسة من جامعة أوتاد UTAD University وتصنفها الآن بأنها "شجرة تتبع المصلحة العامة" السلطةُ البرتغالية الوطنية للغابات. |
| بدون اسم                        | 2,850            | زيتون Olea europaea                             | لوريس، لشبونة، البرتغال            | لا زالت على قيد الحياة. |
| إيليا فايبون                    | 2,000–5,000      | زيتون Olea europaea                             | كوليم فاري، كريت، اليونان          | أقدم شجرة زيتون في العالم. اسمها يترجم ب "شجرة الزيتون من (Vouves). |
| ستارا ماسلينا                   | 2,000            | زيتون Olea europaea                             | بار (الجبل الأسود) الجبل الأسود    | |
| ?                               | 2,000            | زيتون Olea europaea                             | تافايرا، الغرب (البرتغال)،البرتغال | أقدم شجرة في البرتغال. |
| ?                               | 2,000            | زيتون Olea europaea                             | زاكينثوس (مقاطعة)، اليونان         | [ 50 ] |

## إنتاج الزيتون
يعتبر الزيتون من أبرز المحاصيل المزروعة على نطاق واسع حول العالم. في عام 2010 كان هناك نحو 9.4 مليون هكتار مزروعة بأشجار الزيتون، وهي أقل من ضعف مساحة الأراضي المخصصة للموز والتفاح أو المانجو. فقط أشجار جوز الهند وزيت النخيل تحتل فضاء أوسع. ويعتبر الزيتون النبات الأسرع انتشاراً من حيث المساحة المزروعة حيث تضاعفت المساحة المزروعة ثلاث مرات من 2,600,000 إلى 7,950,000 هكتار بين عامي 1960 و 1998 وبلغ ذروته 10 ملايين هكتار في عام 2008. وتقع جميع أكبر عشر دول المنتجة، وفقا لمنظمة الأغذية والزراعة، في منطقة البحر الأبيض المتوسط وتنتج 95٪ من الزيتون في العالم.
| الترتيب | الدولة/منطقة     | الإنتاج (بالأطنان) | المساحة المزروعة (بالهكتار) | Yield (سنتال (وحدة)/Ha) |
| ------- | ---------------- | ------------------ | --------------------------- | ----------------------- |
| —       | العالم           | 19,845,300         | 9,634,576                   | 20.598                  |
| 01      | إسبانيا          | 3,626,600          | 2,330,400                   | 29.781                  |
| 02      | إيطاليا          | 3,017,537          | 1,144,420                   | 27.806                  |
| 03      | اليونان          | 2,000,000          | 850,000                     | 23.529                  |
| 04      | تركيا            | 1,750,000          | 798,493                     | 21.916                  |
| 05      | المغرب           | 1,415,902          | 597,513                     | 22.839                  |
| 06      | سوريا            | 1,095,043          | 684,490                     | 15.997                  |
| 07      | الجزائر          | 610,776            | 295,000                     | 14.237                  |
| 08      | تونس             | 562,000            | 1,779,950                   | 4.848                   |
| 09      | مصر              | 459,650            | 52,668                      | 87.273                  |
| 10      | البرتغال         | 443,800            | 343,200                     | 12.931                  |
| 11      | الأرجنتين        | 140123             |                             |                         |
| 12      | الأردن           | 155640             |                             |                         |
| 13      | الولايات المتحدة | 145150             |                             |                         |
| 14      | ليبيا            | 135000             |                             |                         |
| 15      | ألبانيا          | 125000             |                             |                         |
| 16      | لبنان            | 95000              |                             |                         |
| 17      | فلسطين           |                    |                             |                         |
| 18      | السعودية         | 70090              |                             |                         |

بلدان أخرى ذات إنتاج متميز هي بيرو، أستراليا، ألبانيا، تشيلي، كرواتيا، إيران وفرنسا.

## أصناف الزيتون
يميز نوعان أساسيان من الزيتون، الزيتون البري ويدعى (بالإنكليزية:Olea europea sylvestris أو O.E.oleaster)، والزيتون المستزرع ويدعى (بالإنكليزية:Olea europea sativa) الذي يشتمل على نحو 500 صنف.
- تنقسم أشجار الزيتون على حسب الغرض من الاستخدام إلى:

1. أصناف زيتية: وهي أصناف تحتوى على كمية زيت أعلى من 15-20 % وذات حجم متوسط.
2. أصناف غير زيتية: وهي أصناف تحتوى على نسبة زيت أقل من 15 % وذات حجم كبير ولب سميك وتستخدم في التخليل.
3. أصناف ثنائية الغرض: وهي أصناف تجمع بين صفات الأصناف الزيتية وغير الزيتية وتكون نسبة الزيت فيها بين 15-20 %.[53]

## التربة الملائمة للزراعة

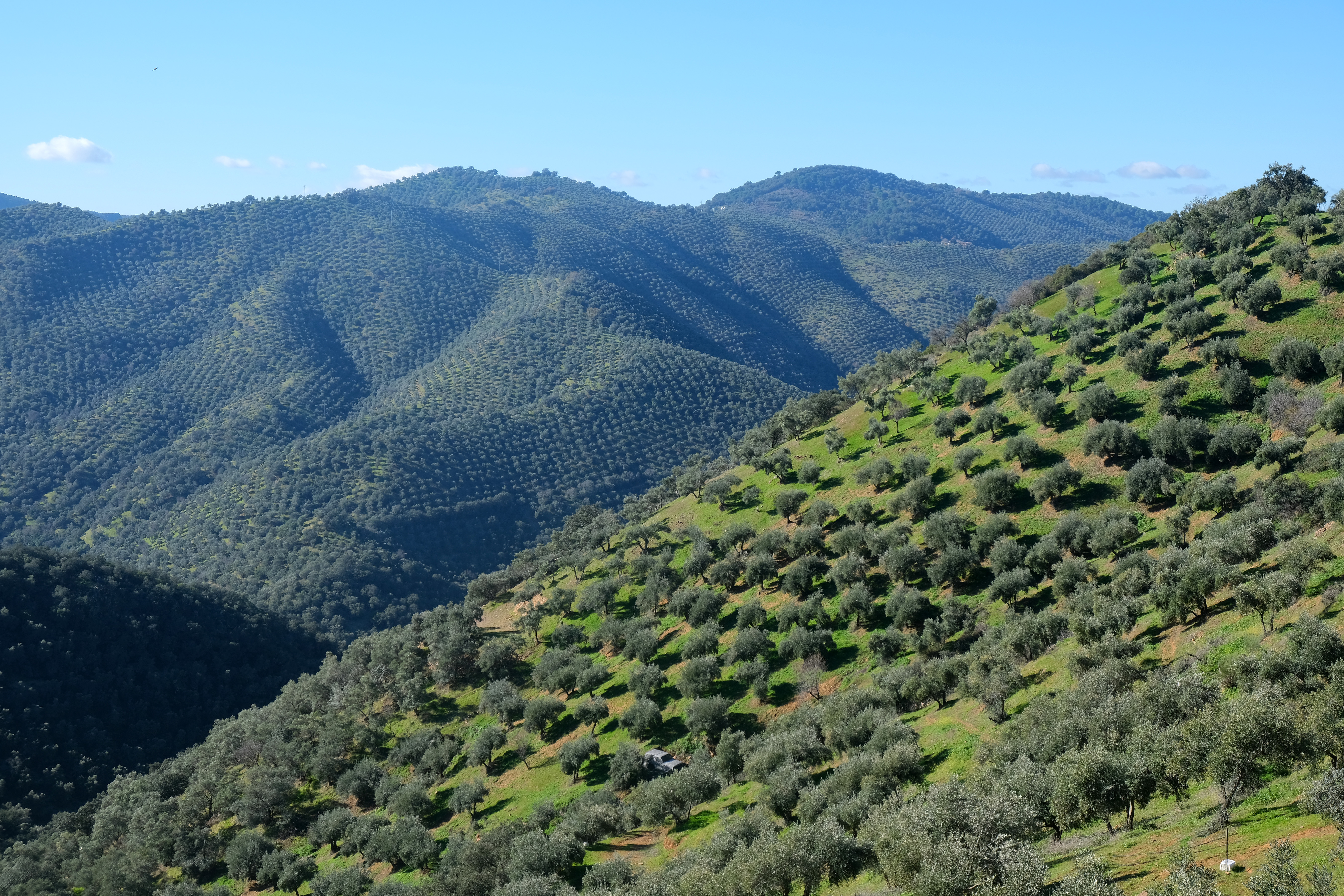
الأندلس، إسبانيا

في جميع الأراضي ويجود زراعته في الأراضي الصحراوية شديدة الحرارة صيفا والدافئة مائلة للبرودة شتاء . ويتحمل ملوحة شديدة تصل لأكثر من 10.000 ppm

## طرق الإكثار والتكاثر ومواعيدها
ان نمو نبات الزيتون بطيئ عادة وتشكل المجموع الجذري أو الجذور أبطأ، لذلك لا يمكن زراعة اغصان الزيتون بالطريقة الكلاسيكية في زراعة اغصان أو قطع من ساق شجر الرمان أو التين مثلا، يُزرع عادة في سوريا في فصل الخريف أو بداية الشتاء مع بداية سقوط الأمطار:
الطريقة القديمة : طريقة القرمة: حيث تؤخذ قطع من القسم المتضخم الفاصل بين الساق والجذر الرئيسي (القرمة) ومن الضروري أي يكون عليه قسم من القشرة أو اللحاء الشجري وقد تحمل جذورا عرضية وغالبا ما تكون حاملة لبراعم أو لبدايات اغصان جديدة، ثم توضع القرمة في قاع حفرة في التربة بعمق نحو 50 سم وتكون القشرة أو البراعم للاعلى عادة ثم تردم الحفرة بالتراب وتداس بالارجل قليلا وتترك حتى تنمو وتخرج فوق التربة .

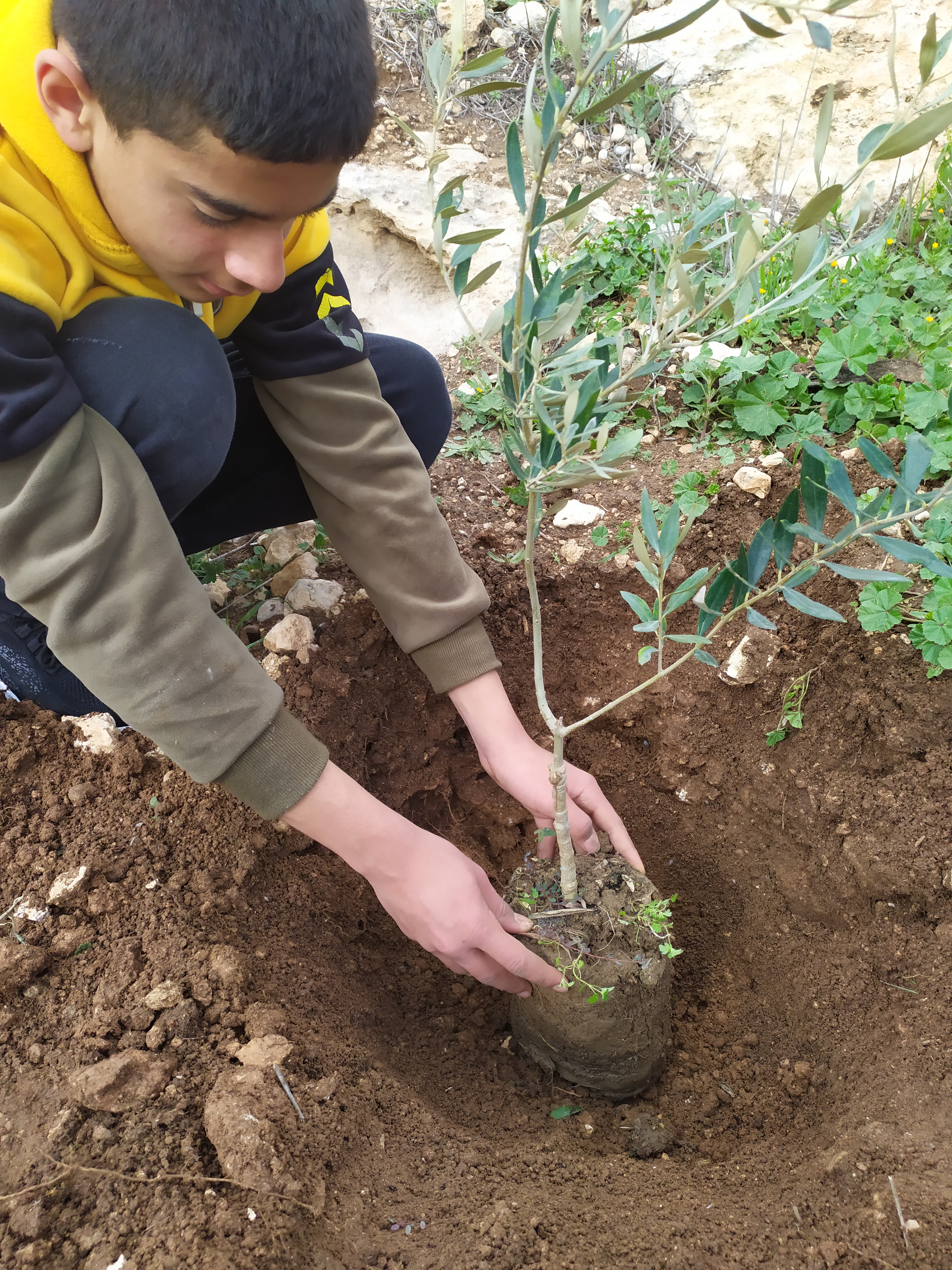
زراعة أشتال الزيتون في الأرض

الطريقة الحديثة : طريقة الشتول: وتجري بقطع عقل من اغصان نامية فتية بحيث تحمل كل عقلة عقدة أو أكثر ولكل عقدة برعم، وتُغمس قاعدتها بمحلول يحتوي على تركيز معين من مواد نمو نباتية (اوكسينات) تغرس كل عقلة أو عقلتين في تربة بداخل كيس نايلون، وتصفف اعداد كبيرة منها بجانب بعضها لتسقى وتنمو داخل بيت بلاستيكي (وقد اشتهرت بلدة كفرصفرة في منطقة جبل الكرد بهذه الطريقة) وبعدما تنمو إلى شتلات بعمر سنة أو أكثر، يُزرع في حفرفي التربة لتنمو وتعطي شجرة جديدة

### التسميد
يضاف السماد العضوي قبل فصل الشتاء، مع الحرثة الأولى؛ لضمان تحلل السماد طيلة فصل الشتاء. وينصح بإضافة نحو نصف دلو من السماد العضوي للشجرة الصغيرة؛ و 1.5 – 2 دلو للشجرة الكبيرة، مرة واحدة كل سنتين على الأقل، ويفضل مرة سنويًا.
وقد أثبت البحث العلمي أن توزيع السماد الطبيعي تحت السطحي (بالحفر)، أكثر فعالية من التوزيع السطحي (بالنثر)؛ فإنه يضمن تهوية التربة وتغذية المنطقة أسفل الجذور السطحية. وتزداد أهمية وفعالية هذه الطريقة في حال كون التربة منضغطة (متماسكة) أو فقيرة التهوية؛ فإن تحسين تهوية التربة، لا يقل فعالية عن التسميد؛ فهو يحفز الجذور على النمو.
قواعد استعمال السماد الطبيعي المختمر:
1. يفضل عمل الحفر عندما تكون التربة رطبة.
2. تتراوح المسافات بين الحفرة والأخرى من 30 – 50 سم، وبعمق نحو 30 سم. وإذا ما كان السماد في الحفرة بعمق قليل نسبيًا (أقل من 15 – 20 سم)، من المحتمل أن يقتل الأعشاب، أو أن يتسبب في نمو أعشاب أخرى.
3. يفضل إبعاد السماد عن جذع الشجرة نحو 60 سم.
4. ترتيب الحفر في دوائر متداخلة، تمتد إلى ما بعد الأغصان الطرفية.
5. ينصح بالإكثار من عدد الحفر، لضمان توزيع السماد جيدا في منطقة الجذر، علما أن الأسمدة لا تنتقل جانبيا في التربة.
6. لمنع التركيز العالي للسماد؛ يفضل خلطه مع التراب أو الرمل، وبعد الانتهاء من تعبئة الحفر بالسماد، تغطى بالتراب.
7. ولدى نثر السماد، يجب عدم إبقاء أي أثر للسماد على الأوراق لفترة طويلة؛ لمنع احتراق الأوراق والبراعم، إذا ما تأخر هطول المطر.
8. بعد نثر السماد على النبات، يجب غسل النبات بالماء.
9. الحراثة ومكافحة الأعشاب: يمكننا القيام بالحراثة مرتين في السنة: الأولى حراثة عميقة (20 – 25 سم) في بداية الخريف، بعد التسميد بالسماد البلدي؛ بهدف تحضير التربة لاستيعاب أكبر كمية ممكنة من مياه الأمطار، والثانية حراثة سطحية في الربيع، بهدف القضاء على الأعشاب والاحتفاظ برطوبة التربة.

ومن المفيد التنويه إلى أن حراثة حقل الزيتون في الخريف حراثة عميقة، يقلل من الأثر السلبي للجفاف على الزيتون، حيث تعمل تلك الحراثة على فتح التربة واستيعاب مياه الأمطار والاحتفاظ بكمية كبيرة من الماء داخل التربة. كما أن الحراثة السطحية في الربيع تعمل على مكافحة الأعشاب والاحتفاظ برطوبة التربة المتجمعة في الشتاء.
وبالرغم من أن حراثة الأرض تهدف إلى مكافحة الأعشاب الضارة وتغيير العمليات الهوائية واللاهوائية داخلها، فضلا عن تأثيرها المباشر في مكافحة العديد من آفات التربة؛ بسبب تعريض الأخيرة لأشعة الشمس أو للعدو الطبيعي؛ وبالتالي القضاء عليها، إلا أنها (أي الحراثة) تعمل، من ناحية أخرى، على إضعاف النشاط البيولوجي داخل التربة، من خلال تحطيم بعض المكونات البيولوجية، والأحياء الدقيقة المفيدة والمخصبة للتربة؛ لهذا، يجب التقليل، قدر الإمكان، من الحراثة.
ويؤدي تراجع نمو وإنتاجية الأشجار، بسبب رش المبيدات الكيماوية، إلى لجوء المزارعين للسماد الكيماوي، الذي، بالإضافة إلى كونه يشكل تكلفة إضافية، يشكل زيادة بلة للطين؛ لأنه، يزيد من حساسية النبات للعديد من الآفات الحشرية والفطرية والبكتيرية، ويقتل الكائنات الدقيقة النافعة للتربة، ويتسبب في تدهور خصوبة الأخيرة على المدى البعيد، فضلا عن خطورته على الصحة العامة والبيئة.
ومبيدات الأعشاب الكيماوية مواد مسرطنة، ويسبب بعضها تلف الجهاز العصبي المركزي، وتشوهات جينية وتناسلية لدى الإنسان، ويؤدي بعضها الآخر إلى خلخلة التوازن الهرموني في الجسم.
كما يؤدي استعمال مبيدات الأعشاب الكيماوية إلى تراجع كبير في خصوبة التربة وتماسكها ويشوه بنيتها؛ ما يجعلها هشة وسهلة التعرض للانجراف.
وفي المحصلة، إن استخدام الكيماويات في الزراعة يعمل على تدمير التربة، ويتسبب في تراجع نمو وإنتاجية الأشجار، فضلاً عن زيادة تكلفة المكافحة الكيماوية للأعشاب والآفات، لتفوق الربح المتوخى من زراعة الزيتون وكافة المحاصيل الزراعية. ومهما بلغ الربح الناتج عن استخدام الكيماويات، فإنه يبقى ربحًا وهميًا؛ نظرًا لمضار المواد الكيميائية على الأرض والأشجار، ونظرًا للأضرار الصحية على المستهلك، وللقوة التدميرية التي تصيب المحاصيل الزراعية نتيجة استعمال هذه المواد، كما تتعدى مضار هذه المواد ذلك بكثير؛ إذ أن هذه المواد تشمل بضررها الحيوانات التي تستهلك المواد العلفية والمحاصيل الحقلية المحلية؛ إضافة للإخلال بالتوازن البيئي والقضاء على العديد من خلايا النحل والحيوانات والطيور البرية، والحشرات النافعة، التي تعمل وفق نواميس طبيعية لتشكل أعداء تقضي على العديد من الآفات والأمراض؛ ويمثل استخدام المواد الكيميائية الزراعية خطرًا كامنًا يهدد المخزون الجوفي المائي الفلسطيني. ونظرًا لما سبق فإن استخدام الكيماويات يعد خسارة كبيرة، على كافة الأصعدة.

### المكافحة غير الكيماوية للأعشاب
1. العزق والاقتلاع باليد، أو بالفأس، أو بالآلات الصغيرة التي يدفعها الإنسان، أو يجرها الحيوان، أو بالمحاريث التي تجرها الجرارات، في حالة الزراعة على مسافات واسعة، وتساهم مكافحة الأعشاب يدويا أو آلياً في الحد كثيرًا من أثر الجفاف على الزيتون، فالأعشاب تزاحم الأشجار والمحاصيل الزراعية على الماء والغذاء.
2. قص الأعشاب بواسطة آلة قص العشب أو المنجل، وهنا يجب التنويه إلى وجوب ترك الأعشاب المقصوصة مكانها في الحقل، كلما كان ذلك ممكنًا؛ فترك الأعشاب مكانها في الحقل يساعد في الاحتفاظ برطوبة التربة، فضلا عن أنها تمثل مواد مخصبة للتربة، ومفيدة لأشجار الزيتون.
3. استخدام الطمر، كوسيلة فعالة لقتل الأعشاب البرية أو الضارة التي لا نرغب في نموها.
4. يعتبر التخلص من الأعشاب الضارة بالحرق من الممارسات المقبولة بتحفظ، وبإمكاننا القيام بذلك، في حال عدم استعمال الأعشاب كغطاء حيوي أو كمصدر للدبال.

وتعتبر مقاومة الحشائش الضارة من العوامل الهامة التي تقلل الإصابة بالآفات المختلفة؛ فالقضاء عليها يقلل من الرطوبة الجوية حول النباتات وبالتالي يقلل من احتمالات مهاجمة الأمراض التي تصيب المجموع الخضري، فضلاً عن أن الحشائش غالباً ما تكون ملجأ للكثير من الفطريات تستخدمها لإكمال أطوار حياتها عليها.
وتساعد عملية التعشيب بالوقت المناسب في تقوية أشجار الزيتون، والحفاظ على الرطوبة والمغذيات في التربة؛ فالأعشاب الضارة تشكل منافسًا قويًا للمحاصيل يعمل على امتصاص الغذاء والماء بقدر يفوق قدرة المحاصيل على ذلك. ويشكل القضاء على الأعشاب خطرً يتهدد العديد من الحشرات الضارة التي تقضي الشتاء على الحشائش والمخلفات الموجودة في الأسوار والأسيجة على أطراف الحقل، كما أن بعض الفيروسات التي تصيب الخضروات تقضي شتاءها على جذور النباتات المعمرة.
ولا بد أيضا من إزالة الحشائش القريبة من مراقد البذور أو البيوت المحمية التي تنمو بها النباتات الصغيرة قبل شتلها في الأرض. ومن المفيد أيضاً استخدام الطمر، كوسيلة فعالة لقتل الأعشاب البرية أو الضارة التي لا نرغب في نموها، وبإمكاننا استخدام القش أو الحجارة أو الكرتون أو الورق أو الجرائد، ولدى استعمال القش يجب أن يكون خالياً من بذور الأعشاب. وبالإضافة إلى ذلك، فإن للأغطية البلاستيكية السوداء أو العاتمة القدرة على كبح نمو الأعشاب الضارة التي لا تستقبل الأشعة النشيطة في التمثيل الضوئي، وهي تحت الغطاء الأسود، وبالتالي فإنها لا تنمو، لكن من الضروري أن يكون تركيز وتوزيع المادة الملونة جيداً.
ويمكن قص الأعشاب قبل إزهارها وإنتاجها للبذور، وتركها مكانها في الحقل حول الأشجار كبديل للحراثة، وتشكل الأعشاب، في هذه الحالة، غطاء عضويًا للأشجار، يحافظ على رطوبة التربة؛ الأمر الذي يقلل من الأثر السلبي للجفاف على الزيتون، وبالتالي التقليل من آفات التربة، فضلا عن تخفيف انجراف التربة السطحية بفعل الرياح والماء، وفي المحصلة زيادة الإنتاج.
ويعمل الغطاء العضوي على حماية الكائنات العضوية المفيدة، وحماية البنية الأساسية للتربة من انجراف مغذيات النباتات. ولدى تحلله يتحول إلى سماد للأرض وبالتالي يعمل على تخصيب التربة.

### التقليم
تنطلق عملية التقليم الناجحة، من تحديد عدد الأفرع الأساسية، وتحديد ارتفاع نقطة التفرع الرئيسية، وتتلخص في إزالة الأفرع المريضة والمكسورة والمتشابكة، والنموات غير المرغوب فيها؛ الأمر الذي يسهل دخول الهواء وأشعة الشمس إلى داخل الشجرة؛ ما يحسن النمو والإنتاج، ويسهل مختلف العمليات الزراعية، ومكافحة الآفات والأمراض، فضلا عن الحد من ظاهرة تبادل الحمل (المعاومة) التي تتميز بها أشجار الزيتون. وتتلخص ظاهرة المعاومة بغزارة الحمل في سنة معينة (وتعرف بالسنة «الماسية») ومن ثم يليها في السنة التالية هبوط في الإنتاج، (وتعرف تلك السنة بالسنة «الشلتونية»). وتفسر هذه الظاهرة في أن غزارة الحمل في السنة الماسية، تستنزف قوة الشجرة، وتحد من قدرتها على الحمل في السنة التالية.
وبما أن الأغصان ذات عمر سنة هي التي تحمل ثمار الزيتون؛ فمن المحبذ القيام بعملية تقليم خريفية (بعد القطف)، لإتاحة المجال لنمو أغصان جديدة في السنة التالية، وللتخلص من الأفرع غير المرغوب فيها.

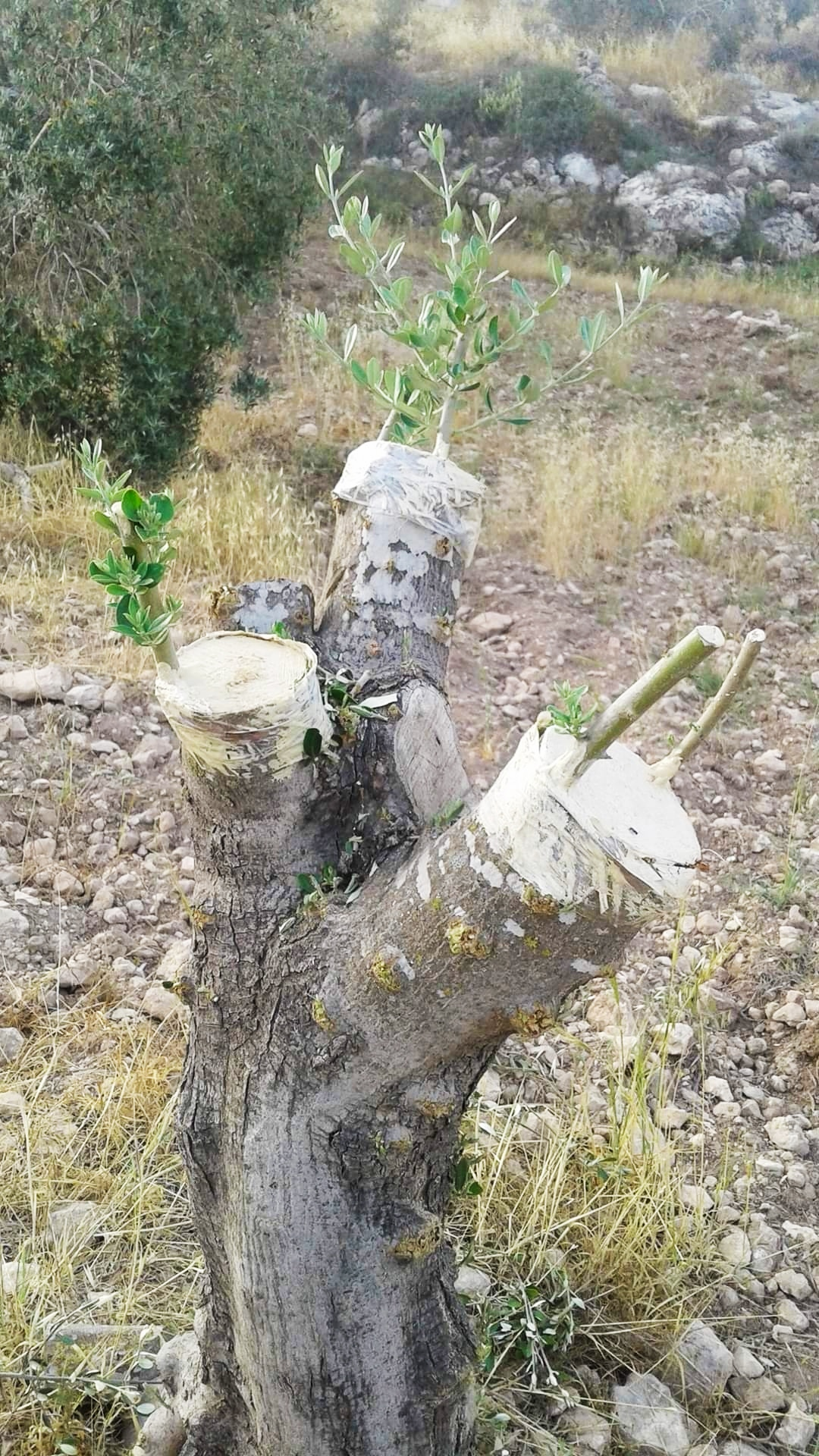
تجديد اشجار الزيتون بالتطعيم بالقلم بأصناف جيدة

ويفضل تأخير التقليم حتى نهاية شهر حزيران؛ بعد معرفة درجة عقد الثمار؛ ولمعرفة كمية الأمطار وتوقيت هطولها، فيجب أن يتناسب عدد الأغصان التي ستُقصّ، عكسيا مع كمية الأمطار؛ لضمان التناسب بين حجم الشجرة، ومقدار الرطوبة داخل التربة.

## الآفات، الأمراض، والطقس
تتعرض أشجار الزيتون للعديد من الأمراض. تُعتبر ذبابة الزيتون أخطر الآفات التي تُصيب الزيتون حيثُ تضع بيضها غالبًا قبل نضج الزيتون في الخريف. تؤدي لدغة الذبابة إلى تعفن المنطقة مما يجعلها بنية اللون وذات طعم مر، وبالتالي تصبح غير صالحة للاستهلاك أو لإنتاج الزيت. لمكافحة هذه الآفة، يُستخدم تقليديًا رش المبيدات الحشرية (فوسفات عضوي مثل دايمثوات). كما تُستخدم أساليب عضوية تقليدية مثل الفخاخ، استخدام بكتيريا عصوية تورنجية، ورش الكولين.
يمكن لفطر Cycloconium oleaginum أن يصيب الأشجار على مدى عدة مواسم متتالية مما يسبب أضرارًا جسيمة للمزارع. كما يُسبب نوع من البكتيريا، زائفة سافاستانوية pv. oleae، نمو الأورام في فروعها. وتتغذى بعض حرشفيات الأجنحة على الأوراق والأزهار. أيضًا بكتيريا Xylella fastidiosa يمكنها أيضًا إصابة ثمار الحمضيات وكروم العنب. سبق وأن أصابت أشجار الزيتون في بولية في جنوب إيطاليا مسببة ما يُعرف بـ متلازمة تدهور الزيتون السريع (OQDS). ويُعتبر باصوق عادي هو الناقل الرئيسي لهذا المرض.
من الآفات الأخرى التي تنتشر بين أشجار الزيتون حشرة قشرية وهي حشرة صغيرة تشبه بقعة سوداء صغيرة تلتصق بشدة بالأشجار مما يقلل من جودة الثمار. وتعد الدبابير من أبرز الكائنات التي تفترس هذه الحشرة. كما أن خنفساء الكركلة البرقوقية تتغذى على حواف الأوراق تاركة أثار قطع تشبه أسنان المنشار.
تتسبب الأرانب في أضرار جسيمة لأشجار الزيتون خاصة الأشجار الصغيرة عن طريق قضم القشرة. وإذا أُزيلت القشرة بالكامل حول جذع الشجرة، فإنها تموت على الأرجح. كما أن الفئران والجرذان تلحق أضرارًا بالجذور. في شمال مناطق زراعة الزيتون، مثل شمال إيطاليا وجنوب فرنسا وسويسرا قد تُعاني أشجار الزيتون أحيانًا من الصقيع. كما تُسبب العواصف والأمطار الغزيرة المستمرة أثناء موسم الحصاد أضرارًا أيضًا. وفي المناطق الداخلية الباردة من حوض البحر الأبيض المتوسط، يتم استبدال زراعة الزيتون بأشجار أخرى غالبًا كستناء.

## زيت الزيتون

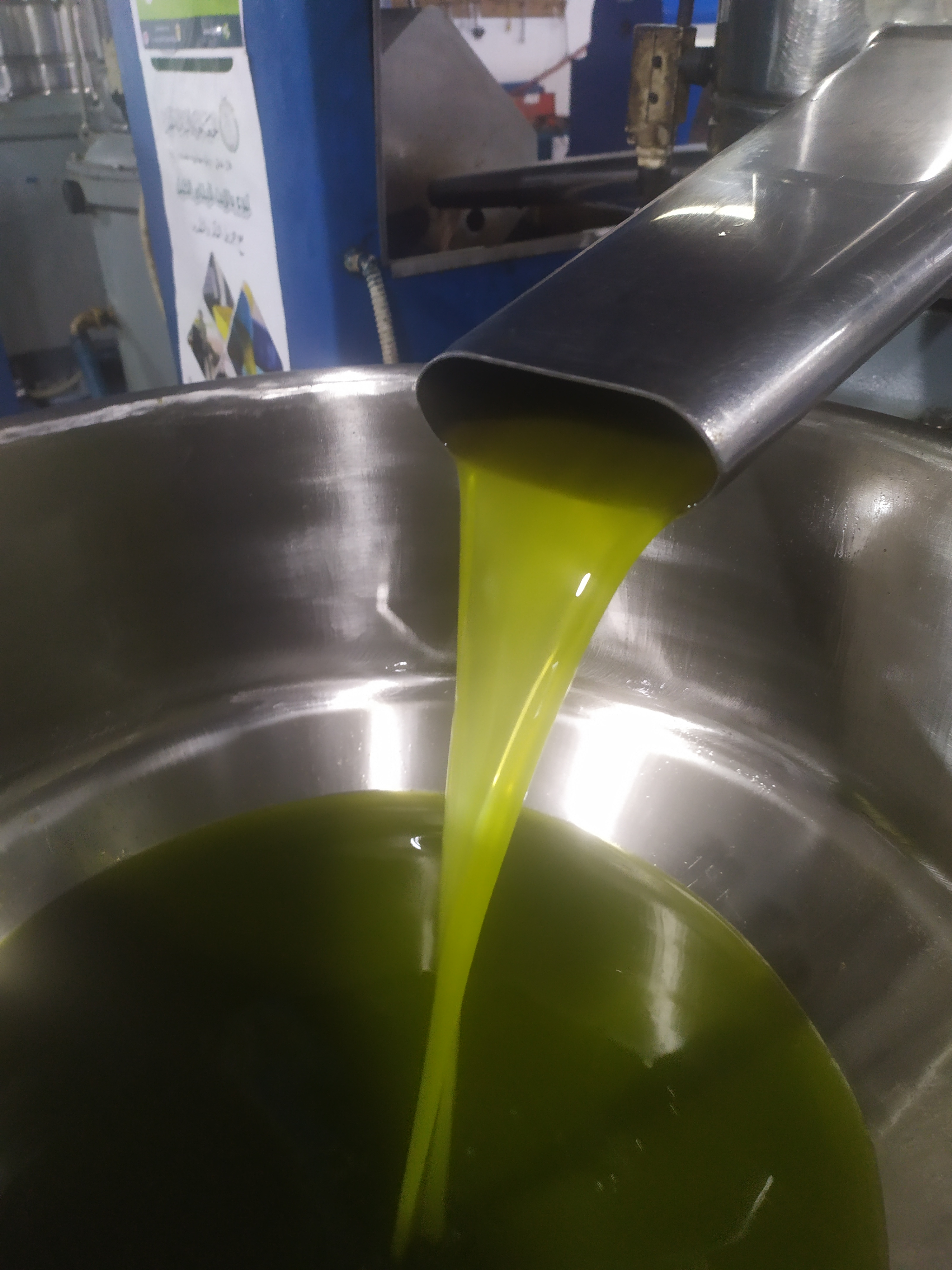
زيت زيتون،فلسطين

95% من زيت الزيتون وحب الزيتون في العالم أجمع يأتي من منطقة حوض البحر الأبيض المتوسط، ومع أن العديد من الدول ذات المناخ الشبيه تزرع الزيتون إلا أنها لا تتفوق على البحر المتوسط.
ويستخدم زيت الزيتون في الطبخ وبالذات في السلطات، لكنه يؤكل لوحده أيضا. وزيت الزيتون غالي الثمن نسبيا، خاصة في الدول التي تستورده.

## تقليم أشجار الزيتون
تقليم أشجار الزيتون يعتبر من أهم العمليات الزراعية لشجرة الزيتون، غالباً ما يحدث مباشرة بعد حصاد ثمار الزيتون ويستمر لغاية شهر شباط،وفي حالات أخرى يجري التقليم خلال فصل الربيع، وتهدف عملية التقليم خلق جذع قوى وهيكل قمة للشجرة، لضمان محصول جيد من الثمار وتسهيل الحصاد وتطبيق برامج وقاية للأشجار.

### قواعد وأساسيات تقليم أشجار الزيتون
أهم مميزات شجرة الزيتون عن الأشجار الأخرى التي يجب أخذها بالحسبان عند التقليم:-
- يُحمل المحصول على نموات العام الماضي (نموات بعمر سنة).
- من أجل تجديد وتشجيع النمو الخضري، تحتاج شجرة الزيتون إلى كمية كبيرة من الضوء،  عمر ورقة الزيتون هو من 1 – 3 سنوات.
- نسبة كبيرة من المحصول تحمل على ألأفرع كثيرة الأوراق، والمعرضة للضوء.
- تزداد أهمية التقليم في ظروف الجفاف الصعبة، وفي ظروف انتشار المرض.
- طريقة التقليم المتبعة في الزيتون هي إزالة ألأفرع، وليس تقصيرها.
- قدرة أشجار الزيتون على تجديد نموات خضرية على ألأفرع المنخفضة، والكبيرة في العمر، عاليه جداً.
- معظم أصناف الزيتون تظهر فيها عادة تبادل الحمل "المعاومة".[67][68][69]

### أنواع تقليم أشجار الزيتون

#### تقليم التربية
يتم تقليم التربية في بساتين الزيتون الى تقليم الشتلات في السنين الأولى من حياتها، ابتداء من تاريخ الغرس 12 شهر الى غاية السنة الثالثة من الزراعة الى غاية بداية الدخول في الانتاج، ودخول الأشجار في طور الإثمار، لذلك ينصح بترك جميع الاغصان على الأشجار الفتية في السنين الثلاث الأولى من حياتها، بعد ذلك يمكن البدء في إزالة الاغصان المتقاربة والمتشابكة. التربية كآلاتي:
- خلق نوع من التوازن بين الافرع من جهة والمجموع الخضري والجذري من جهة أخرى.
- إضاءة جيدة للمجموع الخضري عن طريق خف التزاحم والتشابك بين الفروع.
- زيادة متانة الفروع الهيكلية ونصف الهيكلية بتحديد عددها وتوزيعها بشكل متوازن.
- الحد من إرتفاع جذع شجرة الزيتون عن ( 80 سم – 100 سم.

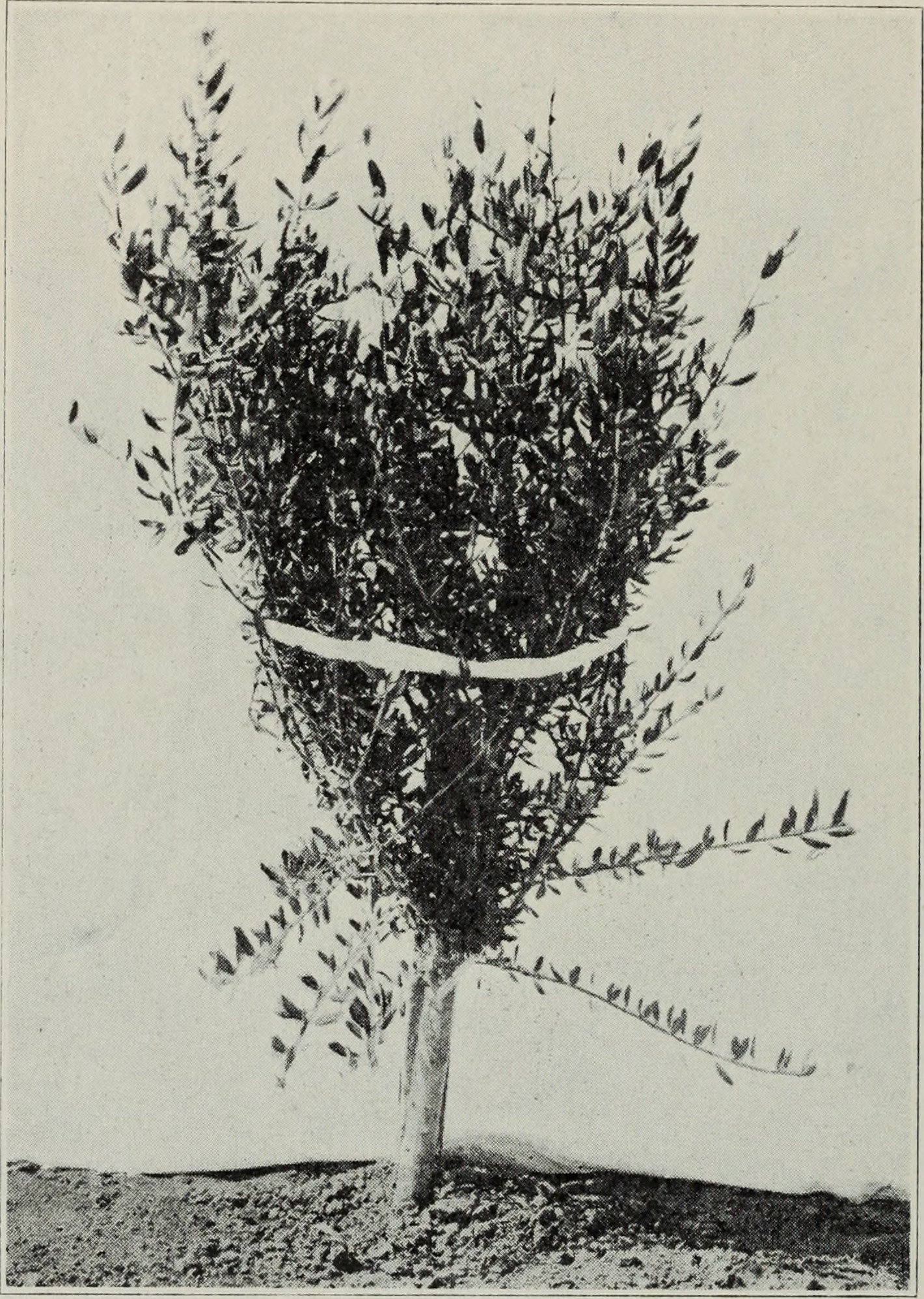
أشجار زيتون في طور تقليم التربية

- إعطاء شكل منطقي ومعقول للشجرة ليسهل إثمارها وخدمتها.[70]

#### تقليم الإثمار
يهدف تقليم الإثمار لأشجار الزيتون للحفاظ المستمر على شيء من التوازن بين تطور (المجموع الخضرى والثمرى) وينفذ سنوياً، وافضل موعد لإجرائه في نهاية فصل الشتاء (من منتصف يناير إلى منتصف شهر فبراير).
يسمح هذا التقليم بتنظيم النمو بإعطاء انتاج منتظم كما ونوعاً لأطول فترة ممكنة من حياة الشجرة، والحد من ظاهرة المعاومة من خلال إيجاد توازن فسيولوجي بين مختلف التفرعات.
حيث أن طبيعة حمل الزيتون ان تحمل الثمار على أفرع السنة السابقة، التي تكونت في الموسم الخضري السابق. فلكي تحمل الشجرة محصولاً كل سنة، فانه ينبغي ان يكون نموها الخضرى في السنة السابقة قوياً ليعطي فروع جديدة تضمن محصول الموسم التالي، وهذا لن يتحقق الا مع عناية جيدة للأشجار، وغالباً ما يرافق سنة الحمل الغزير شبه انعدام في نمو أغصان جديدة، وهذا يعني قلة الحمل او شبه انعدامه في السنة التالية.

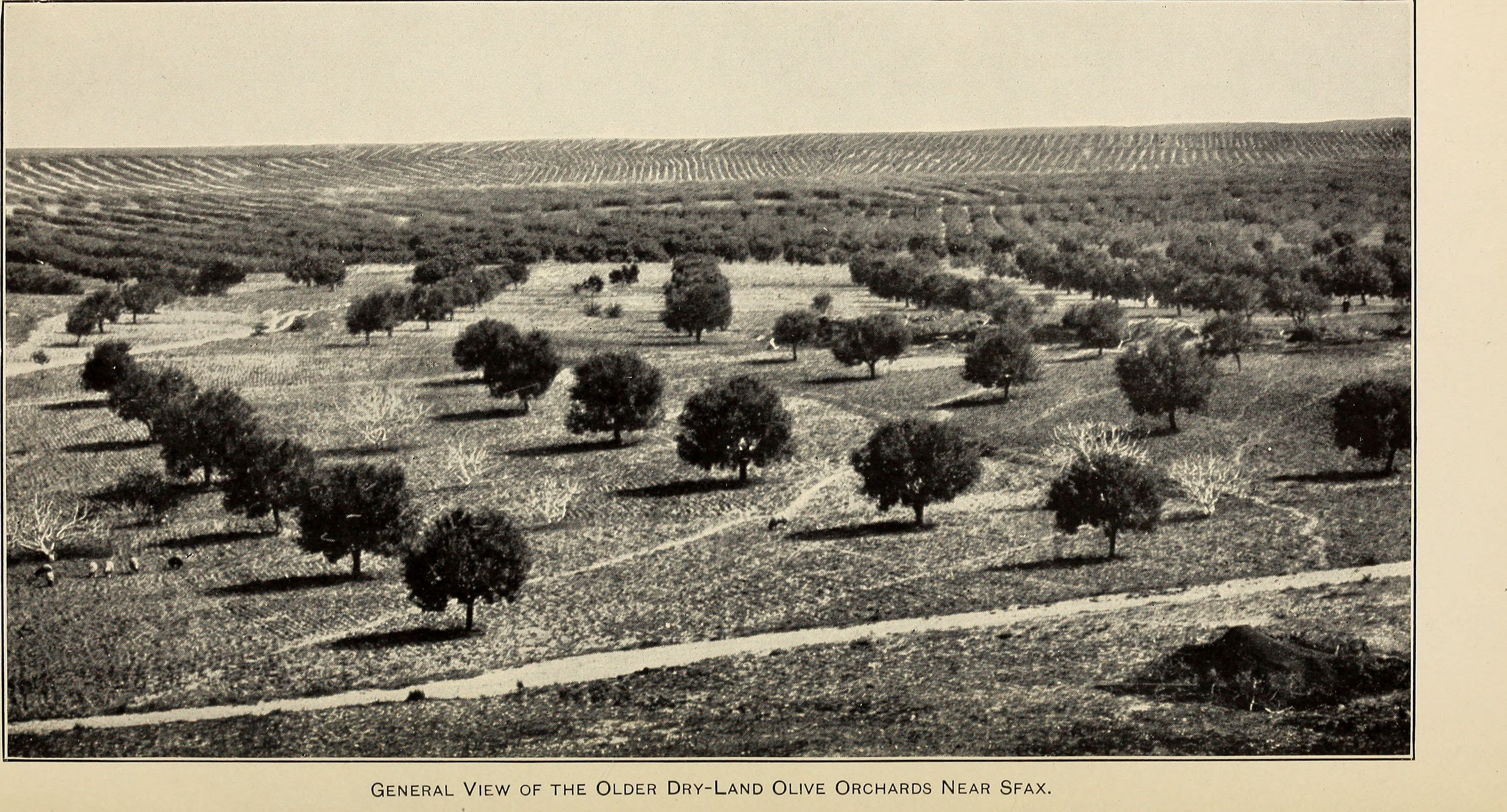
زراعة الزيتون في الأراضي الجافة في شمال أفريقيا (1908)

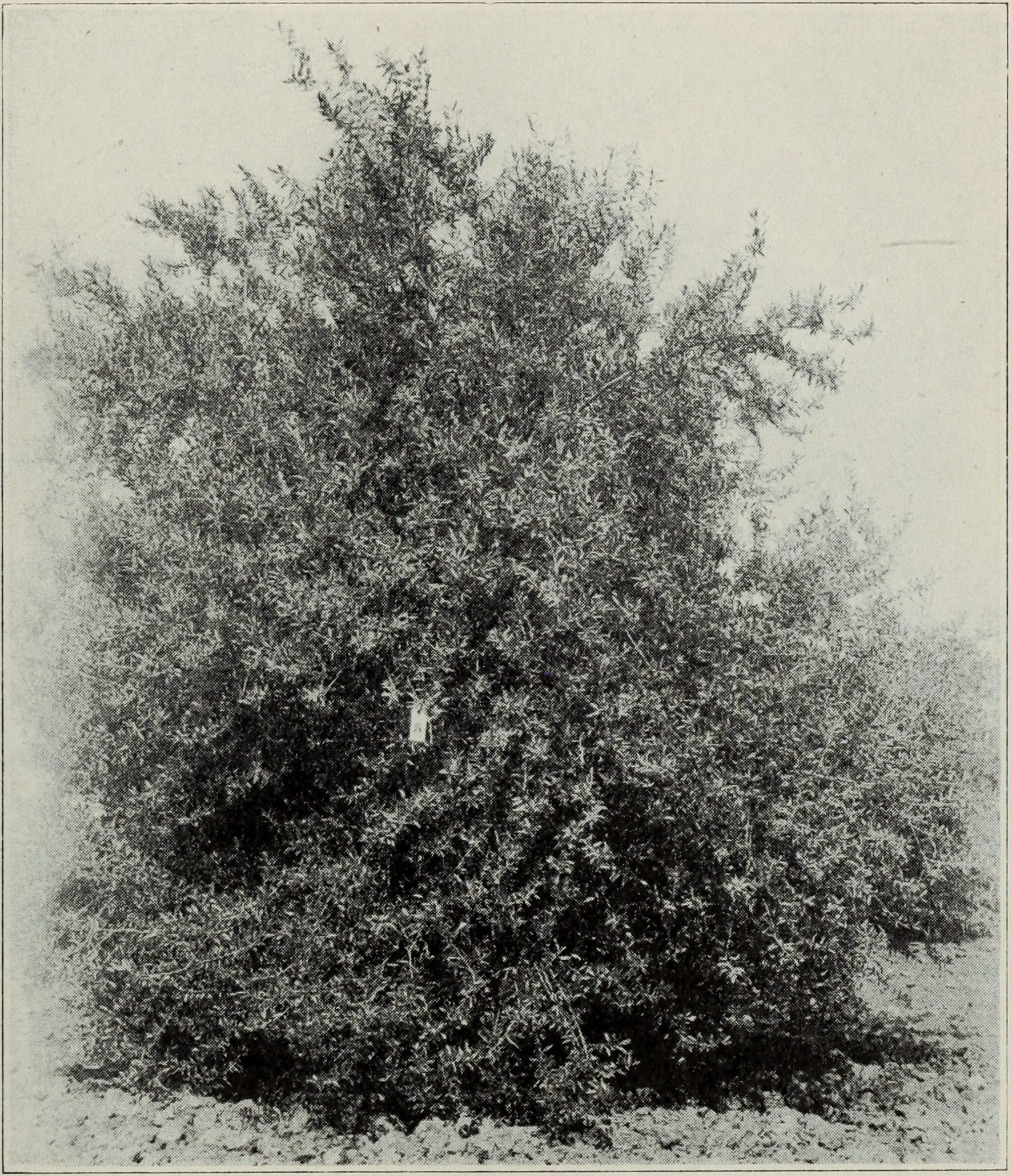
تأثير التقليم على أشجار الزيتون

ويلاحظ ان الأشجار التي لا تقلم ولا يعتني بها تنعدم قدرتها تقريباً على انتاج الفروع الحديثة الجيدة في سني الحمل.

#### تقليم التجديدي

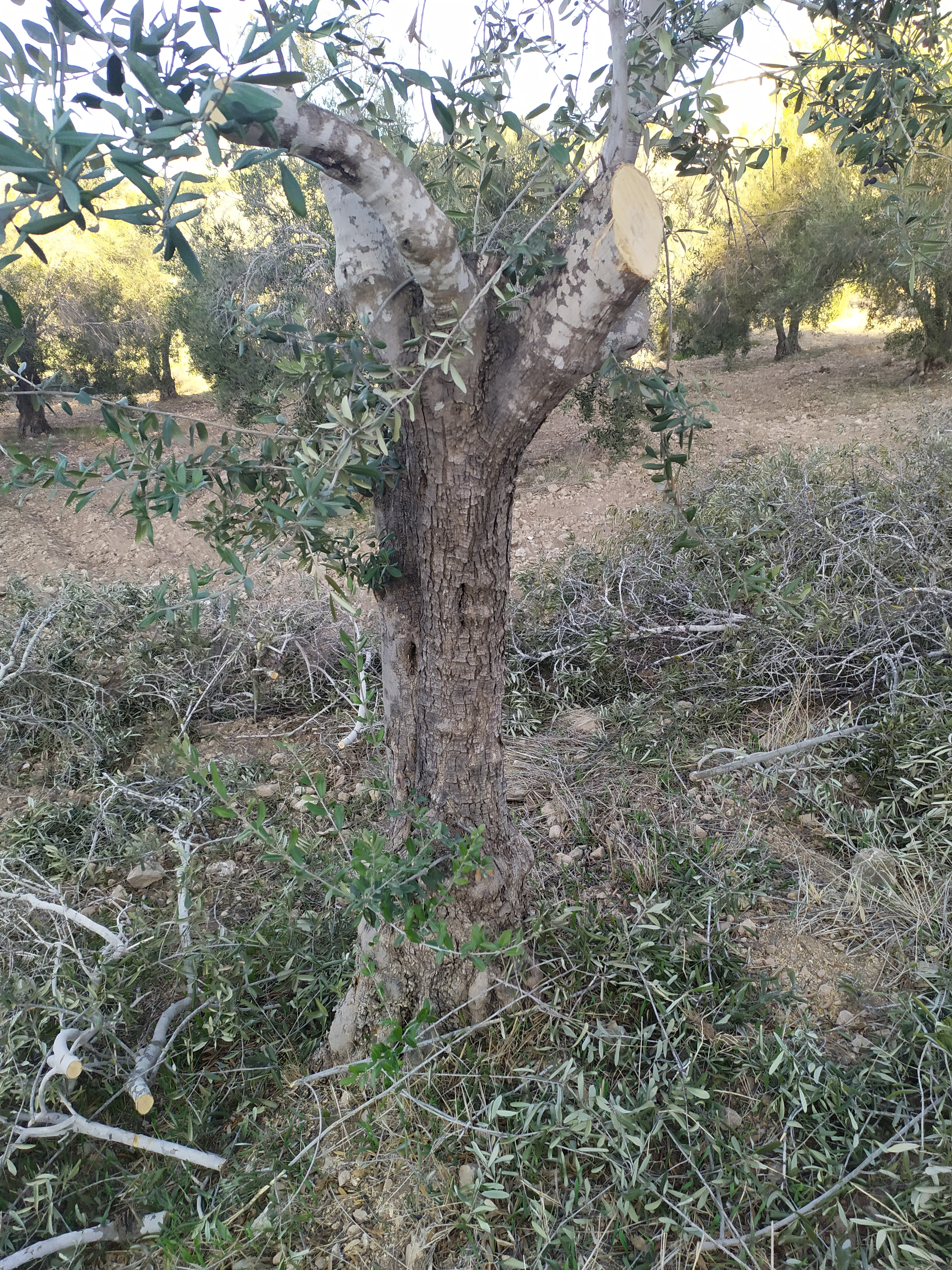
تقليم تجديدي لأشجار الزيتون الهرمة

تتمتع شجرة الزيتون بحيوية كبيرة ومقدرة عالية لإستعادة قوتها، بحيث تستطيع الشجرة الهرمة التي تبدو ظاهرياً وكأنها تموت، بإستعادة نشاطها بعملية القطع التجديدي على الأشجار الهرمة التي توقفت عن النمو نوعاً ما، بقطع الفروع الهيكلية السليمة وجيدة النمو على ثلث او نصف طولها مع إبقاء 4-5 فروع نصف هيكلية على كل منها.

#### الأغصان التي يجب إزالتها بشكل دائم
- فروع تنمو خارج الجذور(السرطانات) وتضعف الشجرة، وتنمو بشكل مستقيم في أسفل وداخل الشجرة.
- أغصان حرف V ضعيفة، مما يخلق رابطة ضعيفة ولديه أعلى فرصة للكسر في المستقبل.
- الأطراف المتقاطعة أو الأطراف التي تتقاطع مع الشجرة وتصل إلى فروع أخرى.
- النمو الرأسي إما لأعلى أو لأسفل لتشجيع النمو الخارجي لاختراق أفضل للضوء والانتقال.

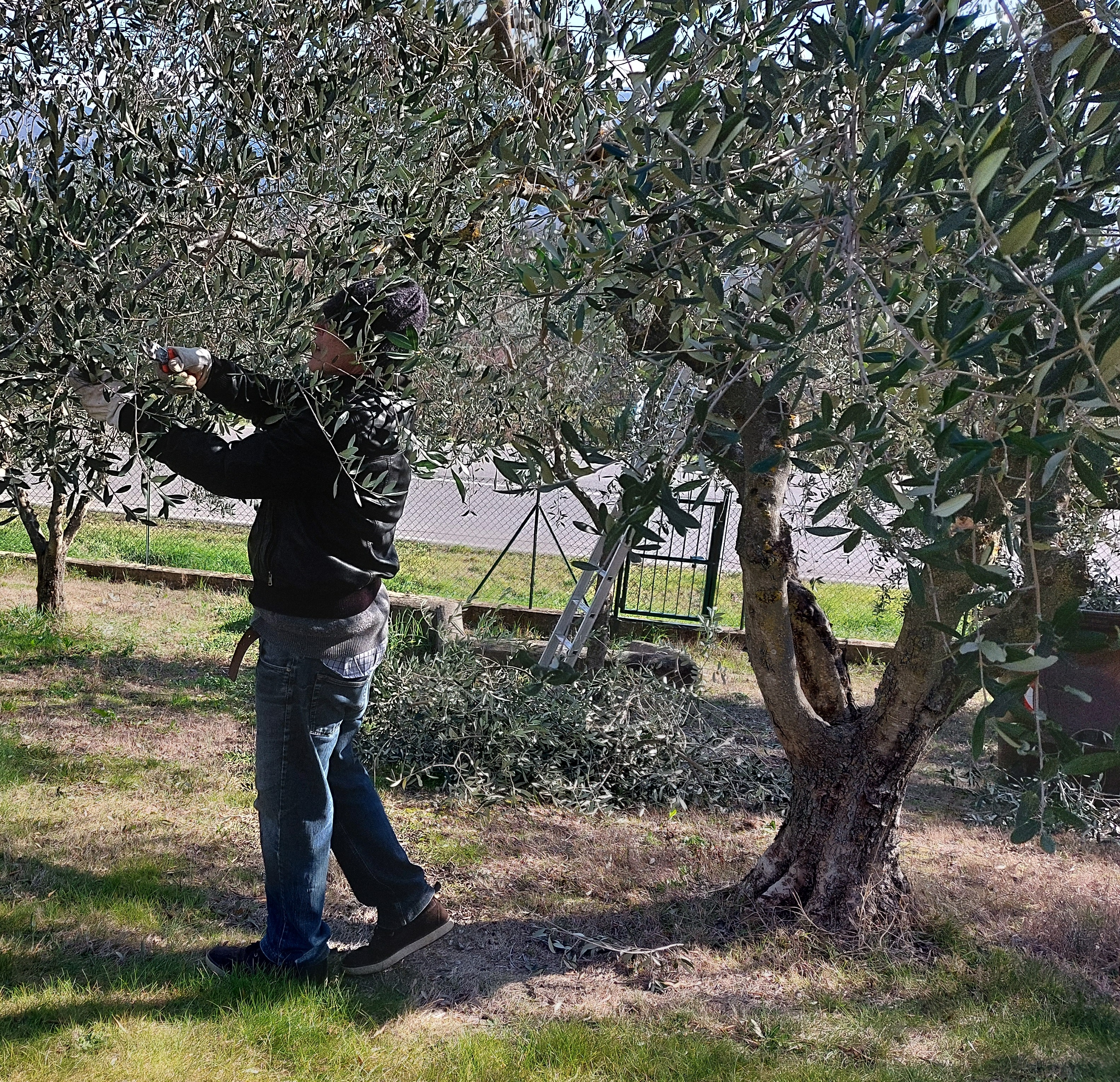
تقليم الأشجار في بستان زيتون

- تقليم الأشجار في بستان زيتونالفروع المکسورة لمنع الأمراض وإزالة نقاط دخول الآفات.[72]